# Юпитер

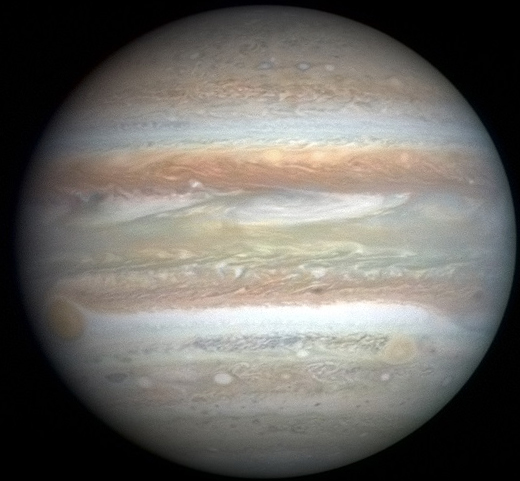
Вид Юпитера во весь диск в естественном цвете, с отбрасываемой на него тенью от его крупнейшего спутника Ганимеда и Большим красным пятном слева на горизонте

Рисунок Юпитера 1880 года

Юпи́тер — самая большая планета в Солнечной системе, пятая по удалённости от Солнца. Наряду с Сатурном Юпитер классифицируется как газовый гигант.
Планета была известна людям с глубокой древности, что нашло своё отражение в мифологии и религиозных верованиях различных культур: месопотамской, вавилонской, греческой и других. Современное название Юпитера происходит от имени древнеримского верховного бога-громовержца.
Ряд атмосферных явлений на Юпитере — штормы, молнии, полярные сияния, — имеют масштабы, на порядки превосходящие земные. Примечательным образованием в атмосфере является Большое красное пятно — гигантский шторм, известный с XIX (а возможно, и с XVII) века.
Юпитер имеет по крайней мере 95 спутников, первые и самые крупные из которых — Ио, Европа, Ганимед и Каллисто — были открыты Галилео Галилеем в 1610 году.
Исследования Юпитера проводятся при помощи наземных и орбитальных телескопов; с 1970-х годов к планете было отправлено 8 межпланетных аппаратов НАСА: «Пионеры», «Вояджеры», «Галилео», «Юнона» и другие.
Юпитер виден невооружённым глазом как один из самых ярких объектов на ночном небосклоне после Луны и Венеры. Диск и спутники Юпитера являются популярными объектами наблюдения для астрономов-любителей, сделавших ряд открытий (например, кометы Шумейкеров — Леви, которая столкнулась с Юпитером в 1994 году, или исчезновения Южного экваториального пояса Юпитера в 2010 году).
Юпитер играет важную роль в защите Земли своим мощным гравитационным полем от бомбардировки крупными небесными телами.

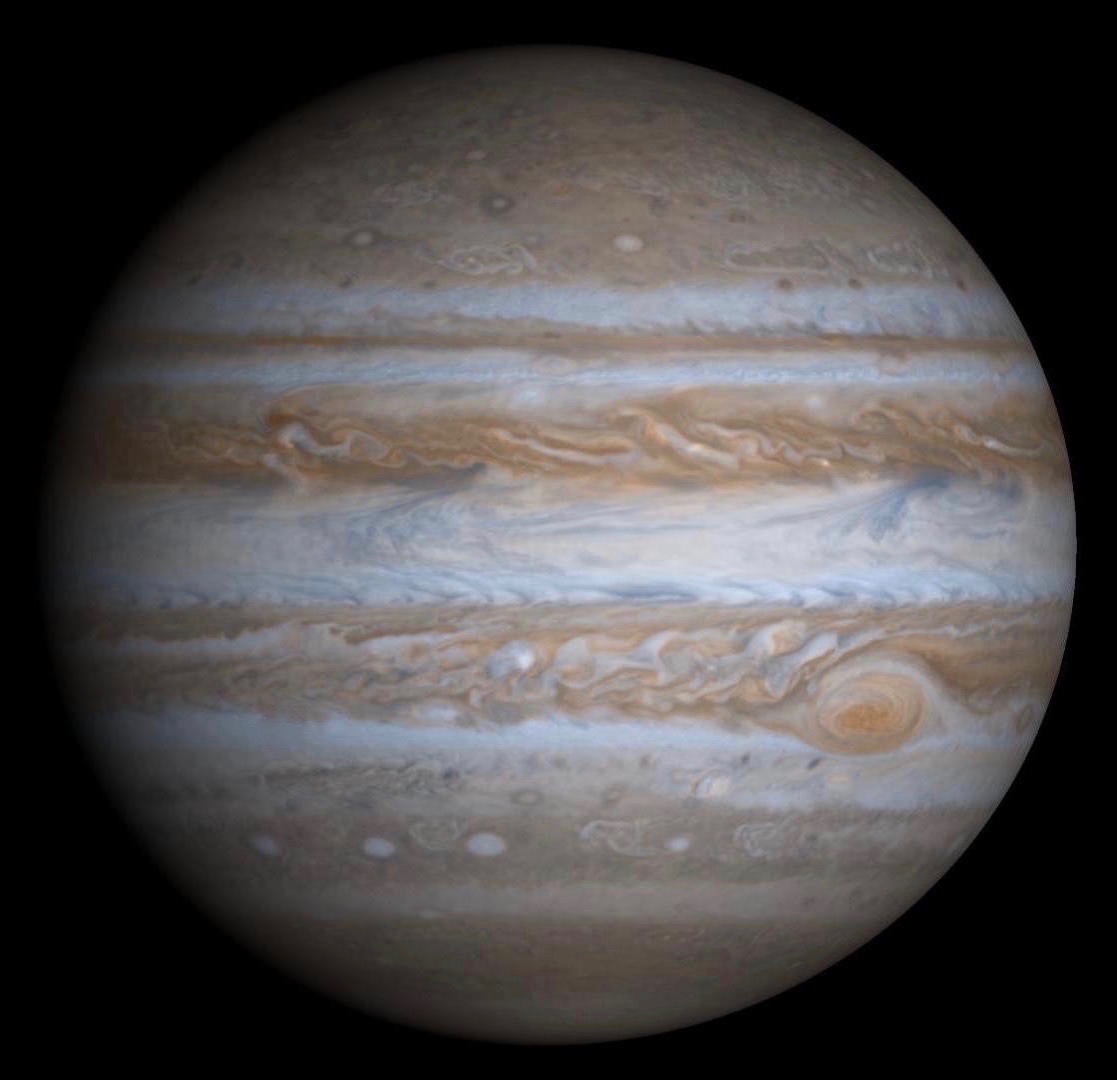
Изображение Юпитера в истинном цвете, смоделированное на основе 4 изображений, сделанных космическим аппаратом НАСА «Кассини» 7 декабря 2000 года.

## Наблюдения и их особенности

### Инфракрасный диапазон

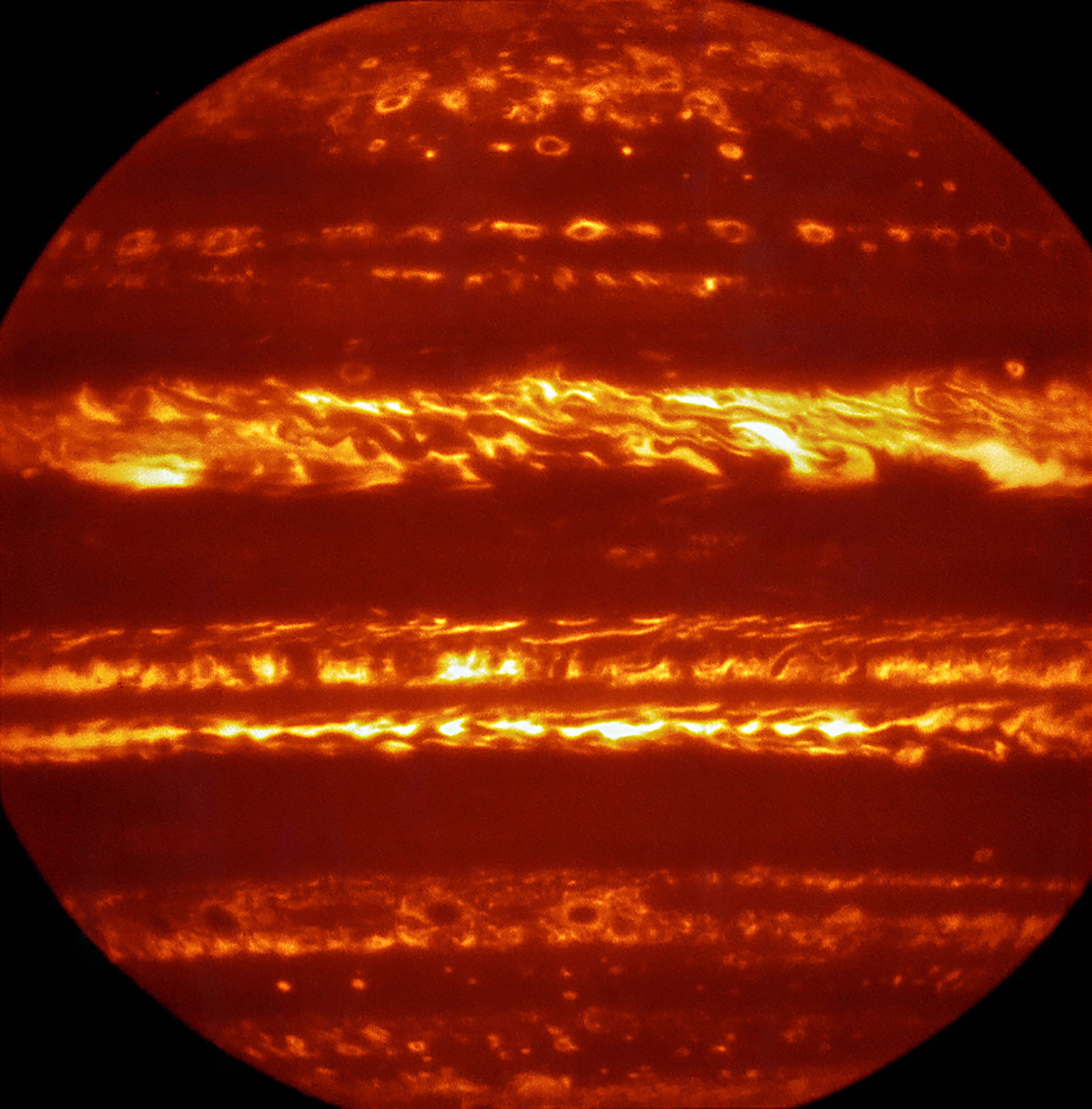
Изображение Юпитера в инфракрасном диапазоне в ложных цветах, созданное путём выбора и объединения лучших изображений, полученных в результате множества коротких экспозиций на длине волны 5 микрометров с помощью инструмента VISIR на телескопе VLT (26 июня 2016 года)

В инфракрасной области спектра лежат линии молекул H2 и He, а также линии множества других элементов. Количество первых двух несёт информацию о происхождении планеты, а количественный и качественный состав остальных — о её внутренней эволюции.
Однако молекулы водорода и гелия не имеют дипольного момента, а значит, абсорбционные линии этих элементов незаметны до того момента, пока поглощение за счёт ударной ионизации не станет доминировать. Это с одной стороны, с другой — эти линии образуются в самых верхних слоях атмосферы и не несут информацию о более глубоких слоях. Поэтому самые надёжные данные по обилию гелия и водорода на Юпитере получены со спускаемого аппарата «Галилео».
Что же касается остальных элементов, то при их анализе и интерпретации тоже возникают трудности. Пока что нельзя с полной уверенностью сказать, какие процессы происходят в атмосфере Юпитера и насколько сильно они влияют на химический состав — как во внутренних областях, так и во внешних слоях. Это создаёт определённые трудности при более детальной интерпретации спектра. Однако считается, что все процессы, способные тем или иным образом влиять на обилие элементов, локальны и сильно ограничены, так что они не способны глобально изменить распределения вещества.

Вращающаяся модель Юпитера

Также Юпитер излучает (в основном в инфракрасной области спектра) на 60 % больше энергии, чем получает от Солнца. За счёт процессов, приводящих к выработке этой энергии, Юпитер уменьшается приблизительно на 2 см в год.
По мнению П. Боденхеймера (1974), когда планета только сформировалась, она была в 2 раза больше и её температура была значительно выше, чем в настоящее время.

### Коротковолновый диапазон

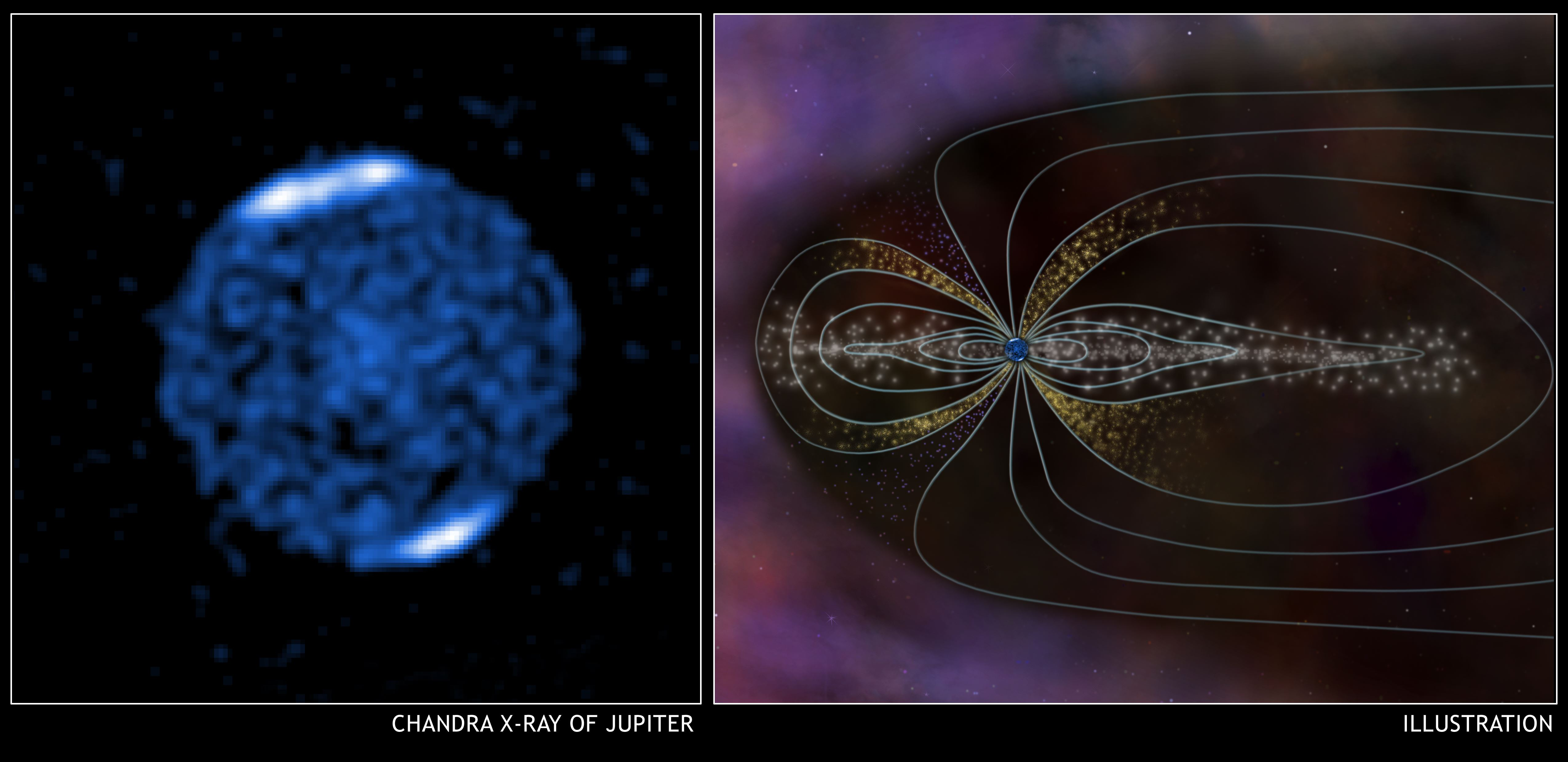
Излучение Юпитера в гамма-диапазоне по данным «Чандра»

Излучение Юпитера в гамма-диапазоне связано с полярным сиянием, а также с излучением диска. Впервые зарегистрировано в 1979 году космической лабораторией имени Эйнштейна.
На Земле области полярных сияний в рентгене и ультрафиолете практически совпадают, однако на Юпитере это не так. Область рентгеновских полярных сияний расположена гораздо ближе к полюсу, чем ультрафиолетовых. Ранние наблюдения выявили пульсацию излучения с периодом в 40 минут, однако в более поздних наблюдениях эта зависимость проявляется гораздо хуже.
Ожидалось, что рентгеновский спектр авроральных сияний на Юпитере схож с рентгеновским спектром комет, однако, как показали наблюдения на Chandra, это не так. Спектр состоит из эмиссионных линий с пиками у кислородных линий вблизи 650 эВ, у OVIII линий при 653 эВ и 774 эВ, а также у OVII на 561 эВ и 666 эВ. Существуют также линии излучения при более низких энергиях в спектральной области от 250 до 350 эВ, возможно, они принадлежат сере или углероду.
Гамма-излучение, не связанное с полярным сиянием, впервые было обнаружено при наблюдениях на ROSAT в 1997 году. Спектр схож со спектром полярных сияний, однако в районе 0,7-0,8 кэВ. Особенности спектра хорошо описываются моделью корональной плазмы с температурой 0,4-0,5 кэВ с солнечной металличностью, с добавлением эмиссионных линий Mg10+ и Si12+. Существование последних, возможно, связано с солнечной активностью в октябре-ноябре 2003 года.
Наблюдения космической обсерватории XMM-Newton показали, что излучение диска в гамма-спектре — это отражённое солнечное рентгеновское излучение. В отличие от полярных сияний, никакой периодичности изменения интенсивности излучения на масштабах от 10 до 100 мин обнаружено не было.

### Радионаблюдения за планетой

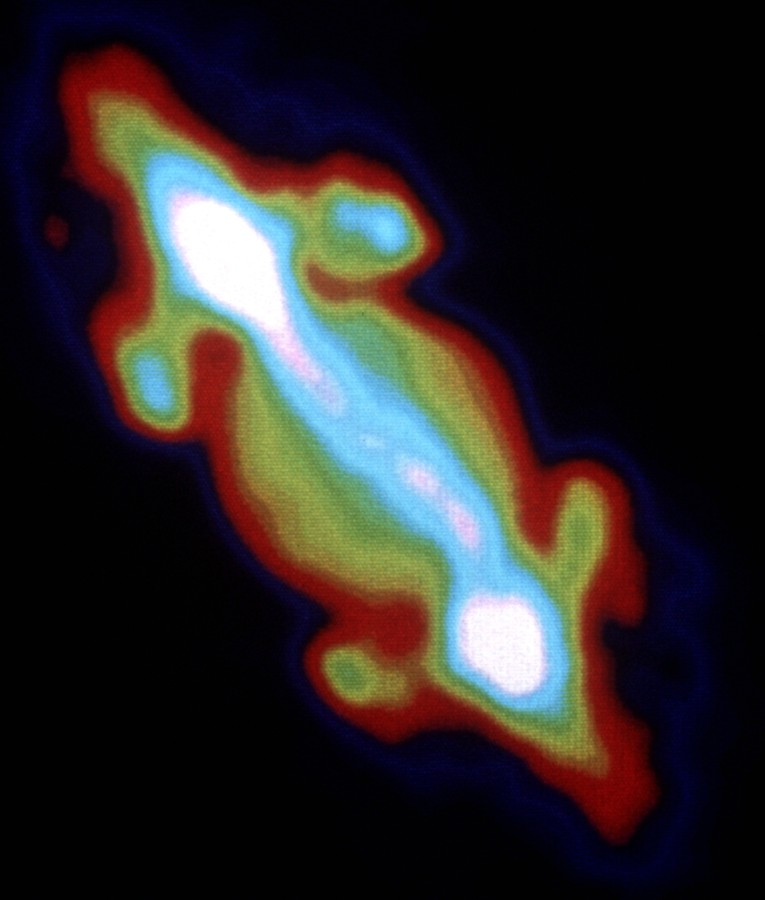
Радиоизображение Юпитера: яркие области (белые) — радиоизлучение радиационных поясов

Юпитер — самый мощный (после Солнца) радиоисточник Солнечной системы в дециметровом — метровом диапазонах длин волн. Радиоизлучение имеет спорадический характер и в максимуме всплеска достигает 106 Янских.
Всплески происходят в диапазоне частот от 5 до 43 МГц (чаще всего около 18 МГц), в среднем их ширина составляет примерно 1 МГц. Длительность всплеска невелика: от 0,1-1 с (иногда до 15 с). Излучение сильно поляризовано, особенно по кругу, степень поляризации достигает 100 %. Наблюдается модуляция излучения близким спутником Юпитера Ио, вращающимся внутри магнитосферы: вероятность появления всплеска больше, когда Ио находится вблизи элонгации по отношению к Юпитеру. Монохроматический характер излучения говорит о выделенной частоте, скорее всего гирочастоте. Высокая яркостная температура (иногда достигает 1015 K) требует привлечения коллективных эффектов (типа мазеров).
Радиоизлучение Юпитера в миллиметровом — короткосантиметровом диапазонах имеет чисто тепловой характер, хотя яркостная температура несколько выше равновесной, что предполагает поток тепла из недр. Начиная с волн ~9 см Tb (яркостная температура) возрастает — появляется нетепловая составляющая, связанная с синхротронным излучением релятивистских частиц со средней энергией ~30 МэВ в магнитном поле Юпитера; на волне 70 см Tb достигает значения ~5⋅104 K. Источник излучения расположен по обе стороны планеты в виде двух протяжённых лопастей, что указывает на магнитосферное происхождение излучения.

### Вычисление гравитационного потенциала
Из наблюдений движения естественных спутников, а также из анализа траекторий космических аппаратов можно восстановить гравитационное поле Юпитера. Оно заметно отличается от сферически-симметричного из-за быстрого вращения планеты. Обычно гравитационный потенциал представляется в виде разложения по полиномам Лежандра:
| Jn       | J2          | J4         | J6        |
| -------- | ----------- | ---------- | --------- |
| Значение | 1,4697⋅10−2 | −5,84⋅10−4 | 0,31⋅10−4 |

{\displaystyle V_{\text{ext}}(r,\theta )=-{\frac {GM}{r}}\left(1-\sum _{i=1}^{\infty }\left({\frac {R_{\text{eq}}}{r}}\right)^{i}J_{i}P_{i}(\cos \theta )\right),}
где {\displaystyle G} — гравитационная постоянная, {\displaystyle M} — масса планеты, {\displaystyle r} — расстояние до центра планеты, {\displaystyle R_{\mathrm {eq} }} — экваториальный радиус, {\displaystyle \theta } — полярный угол, {\displaystyle P_{i}} — полином Лежандра {\displaystyle i}-го порядка, {\displaystyle J_{i}} — коэффициенты разложения.
При пролёте аппаратов Пионер-10, Пионер-11, Вояджер-1, Вояджер-2, Галилео и Кассини для вычисления гравитационного потенциала использовались: измерение эффекта Доплера аппаратов (для отслеживания их скорости), изображение, передаваемое аппаратами для определения их местоположения относительно Юпитера и его спутников, радиоинтерферометрия со сверхдлинными базами. Для Вояджера-1 и Пионера-11 пришлось учитывать и гравитационное влияние Большого красного пятна.
Кроме того, при обработке данных приходится постулировать верность теории о движении галилеевых спутников вокруг центра Юпитера. Для точных вычислений большой проблемой является также учёт ускорения, имеющего негравитационный характер.
По характеру гравитационного поля также можно судить о внутреннем строении планеты.

## Юпитер среди планет Солнечной системы

### Масса
Юпитер — самая большая планета Солнечной системы, газовый гигант. Его экваториальный радиус равен 71,4 тыс. км, что в 11,2 раза превышает радиус Земли .
Юпитер — единственная планета, у которой центр масс с Солнцем находится вне Солнца и отстоит от него примерно на 7 % солнечного радиуса.
Масса Юпитера в 2,47 раза превышает суммарную массу всех остальных планет Солнечной системы, вместе взятых, в 317,8 раз — массу Земли и примерно в 1000 раз меньше массы Солнца. Плотность (1326 кг/м³) примерно равна плотности Солнца и в 4,16 раз уступает плотности Земли (5515 кг/м³). При этом сила тяжести на его поверхности, за которую обычно принимают верхний слой облаков, более чем в 2,4 раза превосходит земную: тело, которое имеет массу, например, 100 кг, будет весить столько же, сколько весит тело массой 240 кг на поверхности Земли. Это соответствует ускорению свободного падения 24,79 м/с² на Юпитере против 9,81 м/с² для Земли.
Большинство из известных на настоящее время экзопланет сопоставимы по массе и размерам с Юпитером, поэтому его масса (MJ) и радиус (RJ) широко используются в качестве удобных единиц измерения для указания их параметров.

#### Юпитер как «неудавшаяся звезда»

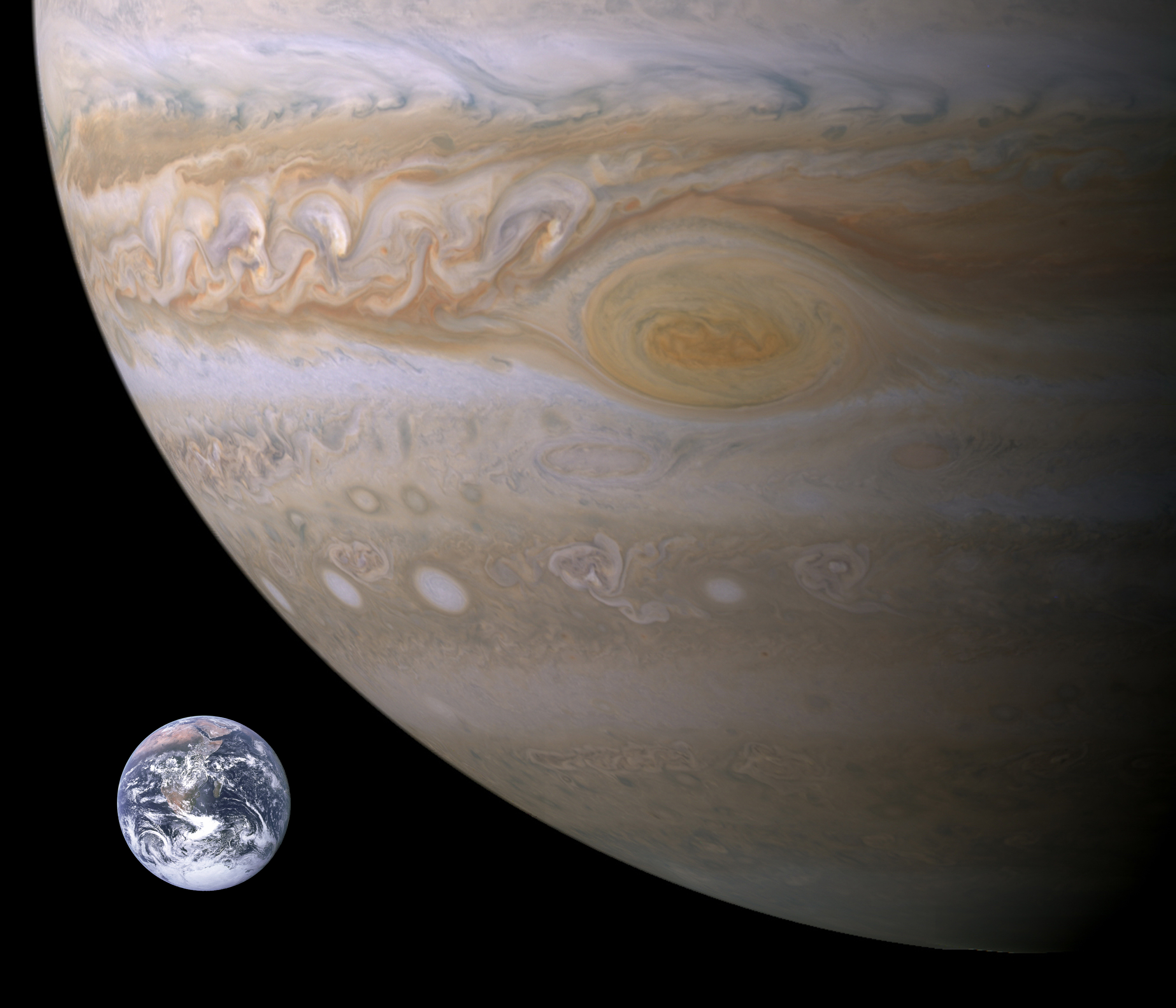
Сравнительные размеры Земли и Юпитера

Теоретические модели показывают, что если бы масса Юпитера была намного больше его реальной массы, то это привело бы к сжатию планеты. Небольшие изменения массы не повлекли бы за собой сколько-нибудь значительных изменений радиуса. Однако если бы масса Юпитера превышала его реальную массу в четыре раза, то плотность планеты возросла бы до такой степени, что под действием возросшей гравитации размеры планеты сильно бы уменьшились. Таким образом, по всей видимости, Юпитер имеет максимальный диаметр, который может иметь планета с подобными строением и историей. С дальнейшим увеличением массы сжатие планеты продолжалось бы до тех пор, пока в процессе формирования звезды Юпитер не стал бы коричневым карликом с массой, превосходящей его нынешнюю примерно в 50 раз. Это даёт астрономам основания считать Юпитер «неудавшейся звездой», хотя неясно, схожи ли процессы формирования таких планет, как Юпитер, с теми, что приводят к формированию двойных звёздных систем. Хотя, для того чтобы стать звездой, Юпитеру потребовалось бы быть в 75 раз массивнее, самый маленький из известных красных карликов всего лишь на 30 % больше в диаметре.

### Орбита и вращение
| год  | дата        | расстояние, а.е. |
| ---- | ----------- | ---------------- |
| 1951 | 2 октября   | 3,94             |
| 1963 | 8 октября   | 3,95             |
| 1975 | 13 октября  | 3,95             |
| 1987 | 18 октября  | 3,96             |
| 1999 | 23 октября  | 3,96             |
| 2010 | 21 сентября | 3,95             |
| 2022 | 26 сентября | 3,95             |
| 2034 | 1 октября   | 3,95             |
| 2046 | 6 октября   | 3,95             |
| 2058 | 11 октября  | 3,95             |
| 2070 | 16 октября  | 3,95             |

При наблюдениях с Земли во время противостояния Юпитер может достигать видимой звёздной величины в −2,94m, это делает его третьим по яркости объектом на ночном небе после Луны и Венеры. При наибольшем удалении видимая величина падает до −1,61m. Расстояние между Юпитером и Землёй меняется в пределах от 588 до 967 млн км.
Противостояния Юпитера происходят с периодом раз в 13 месяцев. Раз в 12 лет происходят великие противостояния Юпитера, когда планета находится около перигелия своей орбиты. В этот период времени его угловой размер для наблюдателя с Земли достигает 50 угловых секунд, а блеск — ярче −2,9m.
Среднее расстояние между Юпитером и Солнцем составляет 778,57 млн км (5,2 а.е.), а период обращения составляет 11,86 года. Поскольку эксцентриситет орбиты Юпитера 0,0488, то разность расстояния до Солнца в перигелии и афелии составляет 76 млн км.
Основной вклад в возмущения движения Юпитера вносит Сатурн. Первого рода возмущение — вековое, действующее в масштабе ~70 тысяч лет, меняет эксцентриситет орбиты Юпитера от 0,02 до 0,06, а наклон орбиты от ~1° — 2°. Возмущение второго рода — резонансное с соотношением, близким к 2:5 (с точностью до 5 знаков после запятой — 2:4,96666).
Экваториальная плоскость планеты близка к плоскости её орбиты (наклон оси вращения составляет 3,13° против 23,45° для Земли), поэтому на Юпитере не бывает смены времён года.
Юпитер вращается вокруг своей оси быстрее, чем любая другая планета Солнечной системы. Период вращения у экватора — 9 ч 50 мин 30 с, а на средних широтах — 9 ч 55 мин 40 с.
Из-за быстрого вращения экваториальный радиус Юпитера (71492 км) больше полярного (66854 км) на 6,49 %; таким образом, сжатие планеты составляет (1:51,4).

### Гипотезы о существовании жизни в атмосфере
В настоящее время наличие жизни на Юпитере представляется маловероятным: низкая концентрация воды в атмосфере, отсутствие твёрдой поверхности и т. д. Однако ещё в 1970-х годах американский астроном Карл Саган высказывался по поводу возможности существования в верхних слоях атмосферы Юпитера жизни на основе аммиака. Даже на небольшой глубине в юпитерианской атмосфере температура и плотность достаточно высоки, и возможность, по крайней мере, химической эволюции исключать нельзя, поскольку скорость и вероятность протекания химических реакций благоприятствуют этому. Однако возможно существование на Юпитере и водно-углеводородной жизни: в слое атмосферы, содержащем облака из водяного пара, температура и давление также весьма благоприятны. Карл Саган совместно с Э. Э. Солпитером, проделав вычисления в рамках законов химии и физики, описали три воображаемые формы жизни, способные существовать в атмосфере Юпитера:
- Синкеры (англ. sinker — «грузило») — крошечные организмы, размножение которых происходит очень быстро и которые дают большое количество потомков. Это позволяет выжить части из них при наличии опасных конвекторных потоков, способных унести синкеров в горячие нижние слои атмосферы;
- Флоатеры (англ. floater — «поплавок») — гигантские (величиной с земной город) организмы, подобные воздушным шарам. Флоатер откачивает из воздушного мешка гелий и оставляет водород, что позволяет ему держаться в верхних слоях атмосферы. Он может питаться органическими молекулами или вырабатывать их самостоятельно, подобно земным растениям;
- Хантеры (англ. hunter — «охотник») — хищные организмы, охотники на флоатеров.

## Внутреннее строение

### Химический состав
| Элемент | Солнце     | Юпитер/Солнце                             |
| ------- | ---------- | ----------------------------------------- |
| He/H    | 0,0975     | 0,807 ± 0,02                              |
| Ne/H    | 1,23⋅10−4  | 0,10 ± 0,01                               |
| Ar/H    | 3,62⋅10−6  | 2,5 ± 0,5                                 |
| Kr/H    | 1,61⋅10−9  | 2,7 ± 0,5                                 |
| Xe/H    | 1,68⋅10−10 | 2,6 ± 0,5                                 |
| C/H     | 3,62⋅10−4  | 2,9 ± 0,5                                 |
| N/H     | 1,12⋅10−4  | 3,6 ± 0,5 (8 бар) 3,2 ± 1,4 (9—12 бар)    |
| O/H     | 8,51⋅10−4  | 0,033 ± 0,015 (12 бар) 0,19-0,58 (19 бар) |
| P/H     | 3,73⋅10−7  | 0,82                                      |
| S/H     | 1,62⋅10−5  | 2,5 ± 0,15                                |

Химический состав внутренних слоёв Юпитера невозможно определить современными методами наблюдений, однако распределение химических элементов во внешних слоях атмосферы известно с относительно высокой точностью, поскольку они непосредственно исследовались спускаемым аппаратом «Галилео» с 7 декабря 1995 года.
Два основных компонента атмосферы Юпитера — молекулярный водород и гелий.
Атмосфера содержит также немало простых соединений, например, воду (H2O), метан (CH4), сероводород (H2S), аммиак (NH3) и фосфин (PH3). Их количество в глубокой (ниже 10 бар) тропосфере подразумевает, что атмосфера Юпитера богата углеродом, азотом, серой и, возможно, кислородом по фактору 2-4 относительно Солнца.
Другие химические соединения, арсин (AsH3) и герман (GeH4), присутствуют, но в незначительных количествах.
Концентрация инертных газов, аргона, криптона и ксенона, превышает их количество на Солнце (см. таблицу), а концентрация неона явно меньше. Присутствует незначительное количество простых углеводородов: этана, ацетилена и диацетилена, — которые формируются под воздействием солнечной ультрафиолетовой радиации и заряженных частиц, прибывающих из магнитосферы Юпитера. Диоксид углерода, моноксид углерода и вода в верхней части атмосферы, как полагают, своим присутствием обязаны столкновениям с атмосферой Юпитера комет — например, таких, как комета Шумейкеров — Леви 9. Вода не может прибывать из тропосферы, потому что тропопауза, действующая как холодная ловушка, эффективно препятствует поднятию воды до уровня стратосферы.
Красноватые вариации цвета Юпитера могут объясняться наличием соединений фосфора (красный фосфор), серы, углерода и, возможно, органики, возникающей благодаря электрическим разрядам в атмосфере. В эксперименте, (довольно тривиально) симулирующем нижние слои атмосферы, проведённом Карлом Саганом, в среде коричневатых толинов был обнаружен 4-кольцовый хризен, a преобладающими для данной смеси являются полициклические ароматические углеводороды с 4 и более бензольными кольцами, реже с меньшим количеством колец. Поскольку цвет может сильно варьироваться, предполагается, что химический состав атмосферы также различен в разных местах. Например, имеются «сухие» и «мокрые» области с разным содержанием водяного пара.

### Структура

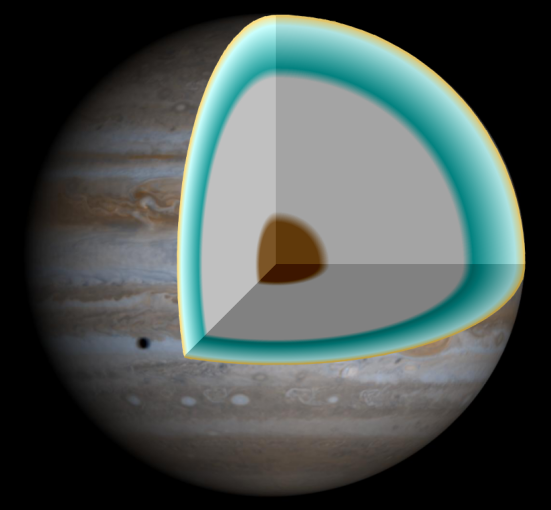
Модель внутренней структуры Юпитера: под облаками — слой смеси водорода и гелия толщиной около 21 тыс. км с плавным переходом от газообразной к жидкой фазе, затем — слой жидкого и металлического водорода глубиной 30—50 тыс. км. Внутри может находиться твёрдое ядро диаметром около 20 тыс. км

На данный момент наибольшее признание получила следующая модель внутреннего строения Юпитера:
1. Атмосфера. Её делят на три слоя[48]:
  1. внешний слой, состоящий из водорода;
  2. средний слой, состоящий из водорода (90 %) и гелия (10 %);
  3. нижний слой, состоящий из водорода, гелия и примесей аммиака, гидросульфида аммония и воды, образующих три слоя облаков[48]:
    1. вверху — облака из оледеневшего аммиака (NH3). Его температура составляет около −145 °C, давление — около 1 атм[2];
    2. ниже — облака кристаллов гидросульфида аммония (NH4HS);
    3. в самом низу — водяной лёд и, возможно, жидкая водавероятно, имеется в виду — в виде мельчайших капель. Давление в этом слое составляет около 1 атм, температура примерно −130 °C (143 К). Ниже этого уровня планета непрозрачна[48].
2. Слой металлического водорода. Температура этого слоя меняется от 6 300 до 21 000 К, а давление от 200 до 4000 ГПа.
3. Каменное ядро.

Построение этой модели основано на синтезе наблюдательных данных, применении законов термодинамики и экстраполяции лабораторных данных о веществе, находящемся под высоким давлением и при высокой температуре. Основные предположения, положенные в её основу:
- Юпитер находится в гидродинамическом равновесии;
- Юпитер находится в термодинамическом равновесии.

Если к этим положениям добавить законы сохранения массы и энергии, получится система основных уравнений.
В рамках этой простой трёхслойной модели чёткой границы между основными слоями не существует, однако и области фазовых переходов невелики. Следовательно, можно сделать допущение, что почти все процессы локализованы, и это позволяет каждый слой рассматривать отдельно.

#### Атмосфера

Структура атмосферы Юпитера

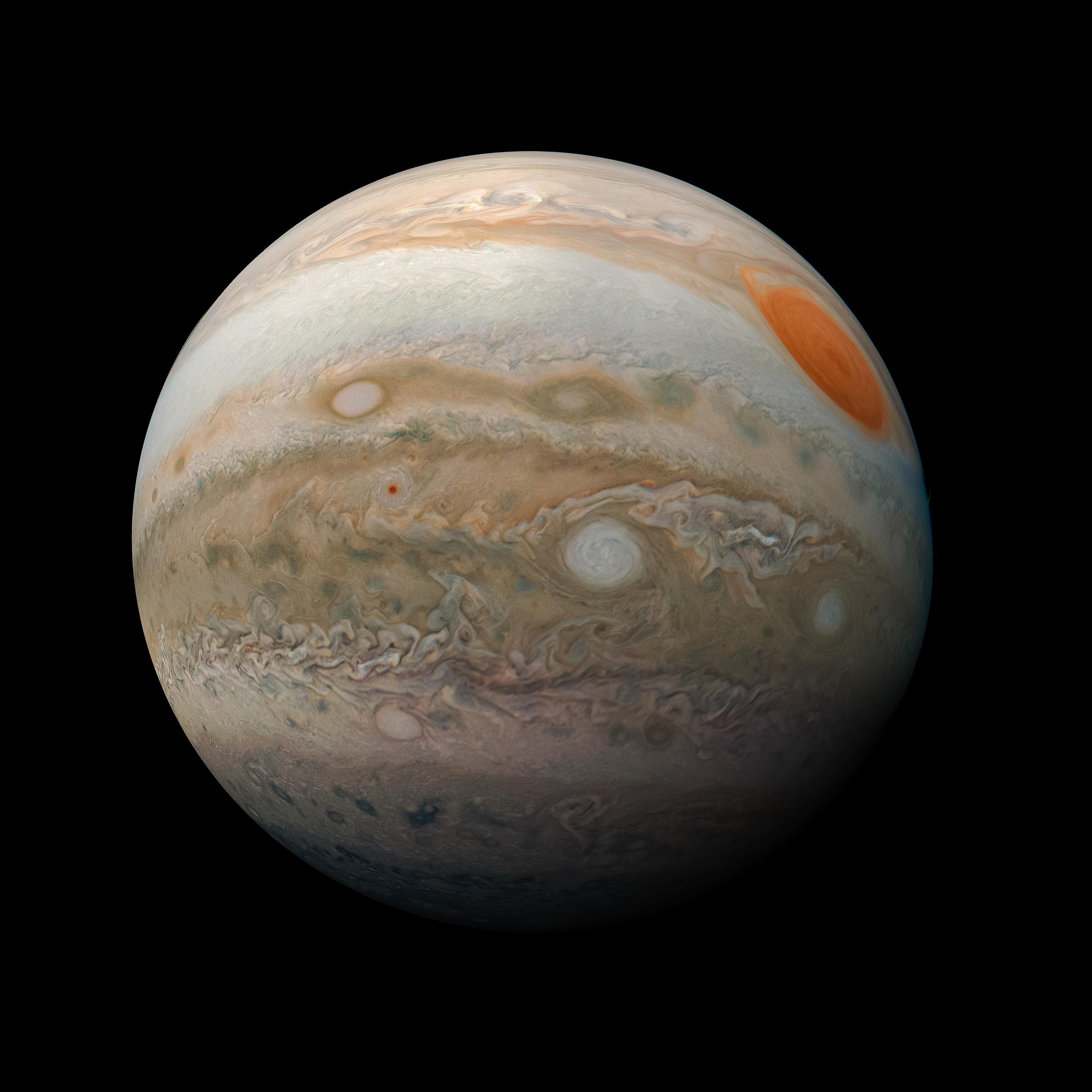
Вид на Большое красное пятно Юпитера и турбулентное южное полушарие Юпитера, запечатлённое JunoCam КА «Юнона» (12 февраля 2019 года)

Атмосфера Юпитера, снятая в разных спектрах

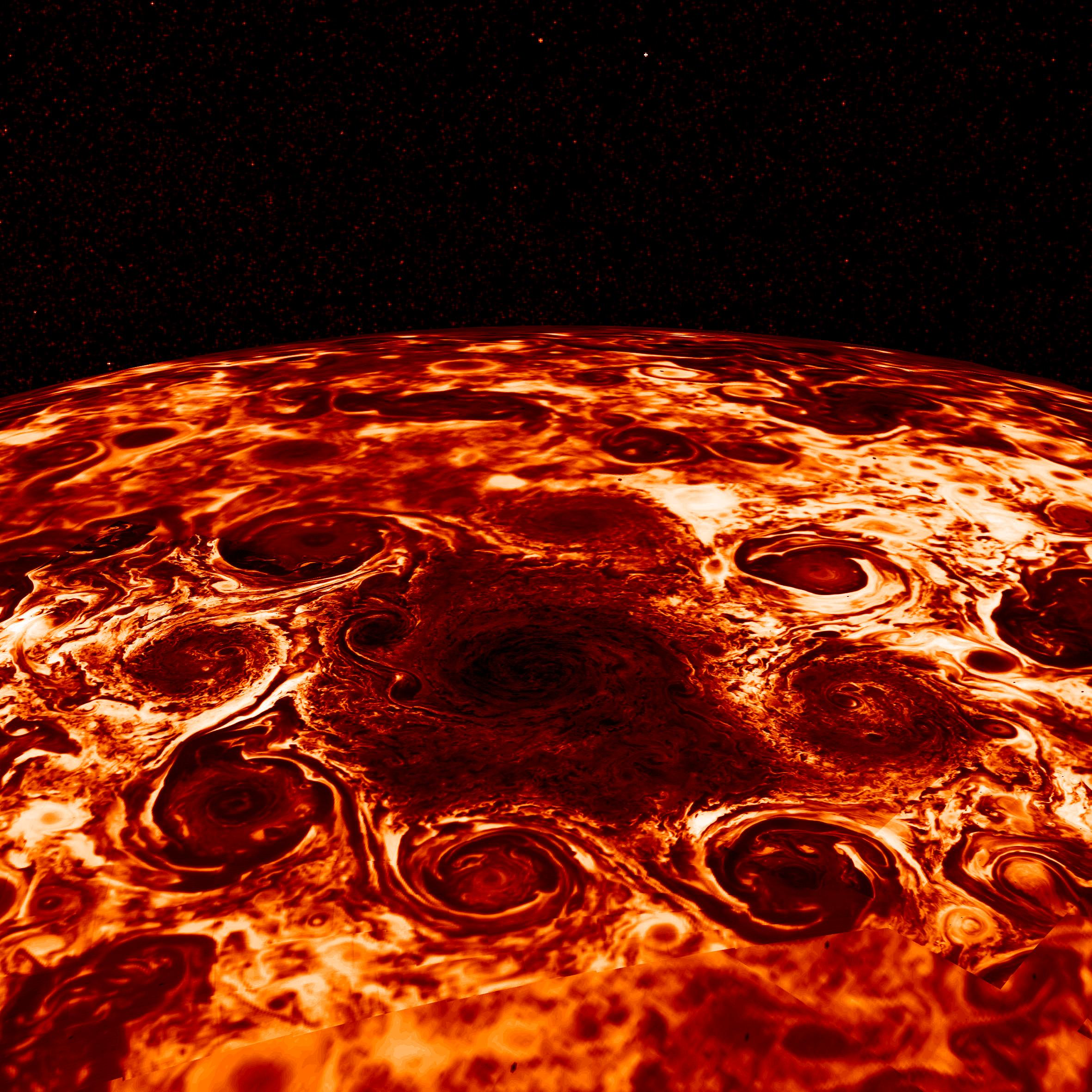
Вид на циклонные штормы на Северном полюсе Юпитера, снятые в инфракрасном диапазоне прибором JIRAM (31 июля 2020 года)

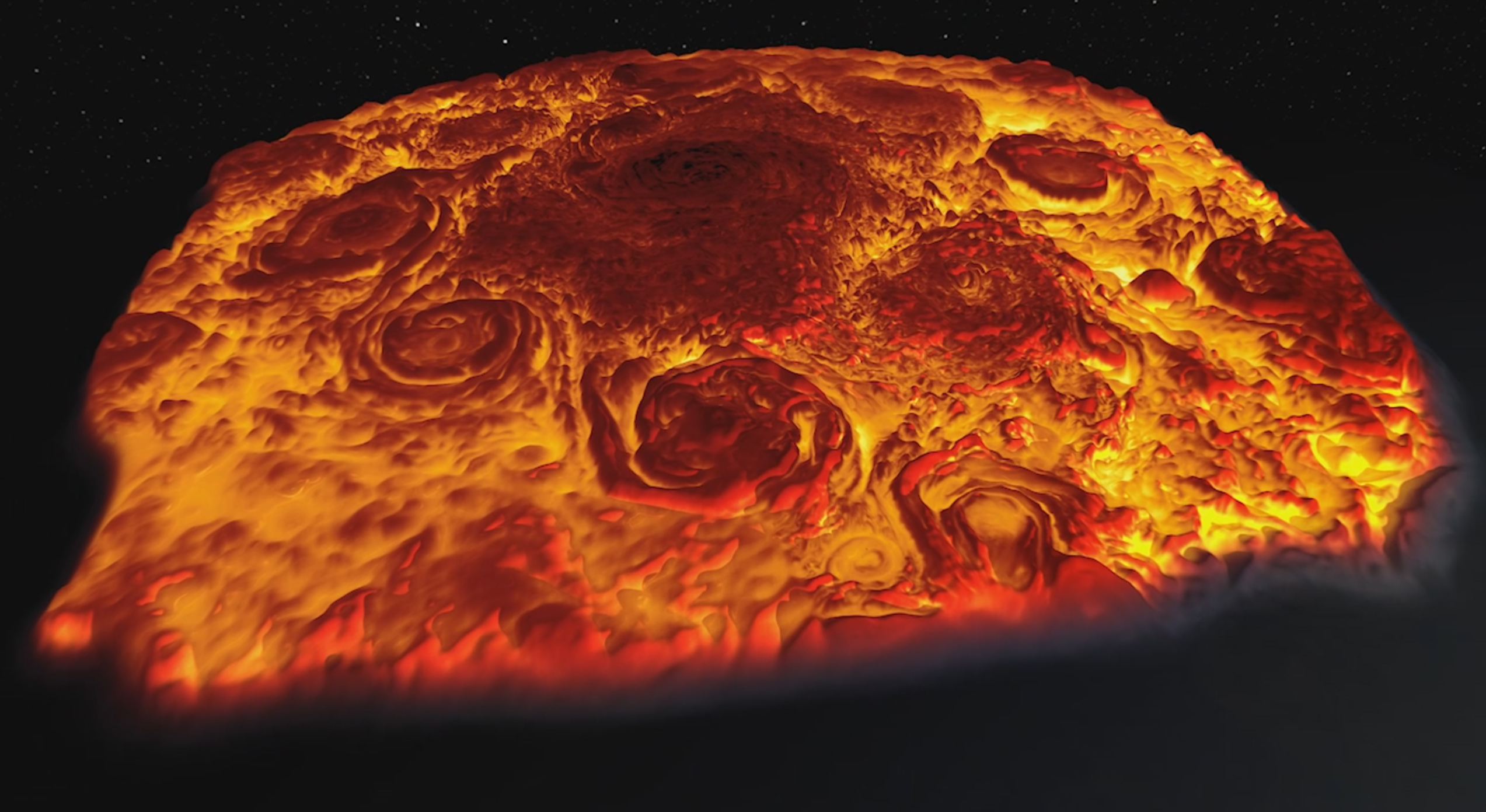
Это трёхмерное инфракрасное изображение Северного полюса Юпитера было получено на основе данных, собранных прибором JIRAM (11 апреля 2018 года)

Температура в атмосфере растёт немонотонно. В ней, как и на Земле, можно выделить экзосферу, термосферу, стратосферу, тропопаузу, тропосферу.
В самых верхних слоях температура велика; по мере продвижения вглубь давление растёт, а температура падает до тропопаузы; начиная с тропопаузы и температура, и давление растут по мере продвижения вглубь. В отличие от Земли, на Юпитере нет мезосферы и соответствующей ей мезопаузы.

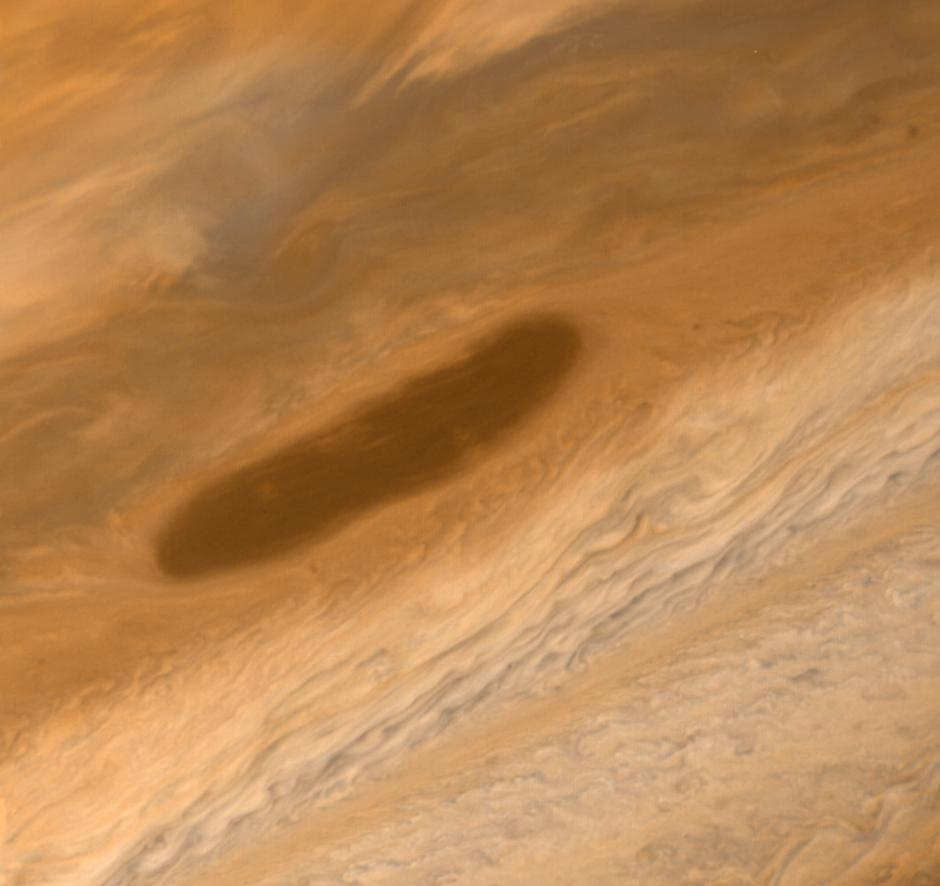
Большой коричневый овал, сфотографированный 2 марта 1979 года «Вояджером-1»

В термосфере Юпитера происходит довольно много интересных процессов: именно здесь планета теряет излучением значительную часть своего тепла, именно здесь формируются полярные сияния, именно тут формируется ионосфера. За её верхнюю границу взят уровень давления в 1 нбар. Наблюдаемая температура термосферы 800—1000 К, и на данный момент этот фактический материал до сих пор не получил объяснения в рамках современных моделей, так как в них температура не должна быть выше примерно 400 К. Охлаждение Юпитера — тоже нетривиальный процесс: трёхатомный ион водорода (H3+), кроме Юпитера, найденный только на Земле, вызывает сильную эмиссию в средней инфракрасной части спектра на длинах волн между 3 и 5 мкм.
Согласно непосредственным измерениям спускаемого аппарата, верхний уровень непрозрачных облаков характеризовался давлением в 1 атмосферу и температурой −107 °C; на глубине 146 км — 22 атмосферы, +153 °C. Также «Галилео» обнаружил «тёплые пятна» вдоль экватора. По-видимому, в этих местах слой внешних облаков тонок и можно видеть более тёплые внутренние области.
Под облаками находится слой глубиной 7-25 тыс. км, в котором водород постепенно изменяет своё состояние от газа к жидкости с увеличением давления и температуры (до 6000 °C). Чёткой границы, отделяющей газообразный водород от жидкого, по-видимому, не существует. Это может выглядеть примерно как непрерывное кипение глобального водородного океана.

#### Слой металлического водорода
Металлический водород возникает при больших давлениях (около миллиона атмосфер) и высоких температурах, когда кинетическая энергия электронов превышает потенциал ионизации водорода. В итоге протоны и электроны в нём существуют раздельно, поэтому металлический водород является хорошим проводником электричества. Предполагаемая толщина слоя металлического водорода — 42-46 тыс. км.
Мощные электротоки, возникающие в этом слое, порождают гигантское магнитное поле Юпитера. В 2008 году Реймондом Джинлозом из Калифорнийского университета в Беркли и Ларсом Стиксрудом из Лондонского университетского колледжа была создана модель строения Юпитера и Сатурна, согласно которой в их недрах находится также металлический гелий, образующий своеобразный сплав с металлическим водородом.

#### Ядро
С помощью измеренных моментов инерции планеты можно оценить размер и массу её ядра. На данный момент считается, что масса ядра — 10 масс Земли, а размер — 1,5 её диаметра.
Юпитер выделяет существенно больше энергии, чем получает от Солнца. Исследователи предполагают, что Юпитер обладает значительным запасом тепловой энергии, образовавшимся в процессе сжатия материи при формировании планеты. Прежние модели внутреннего строения Юпитера, стараясь объяснить избыточную энергию, выделяемую планетой, допускали возможность радиоактивного распада в её недрах или освобождение энергии при сжатии планеты под действием сил тяготения.

#### Межслоевые процессы
Локализовать все процессы внутри независимых слоёв невозможно: необходимо объяснять недостаток химических элементов в атмосфере, избыточное излучение и т. д.
Различие в содержании гелия во внешних и во внутренних слоях объясняют тем, что гелий конденсируется в атмосфере и в виде капель попадает в более глубокие области. Данное явление напоминает земной дождь, но только не из воды, а из гелия.

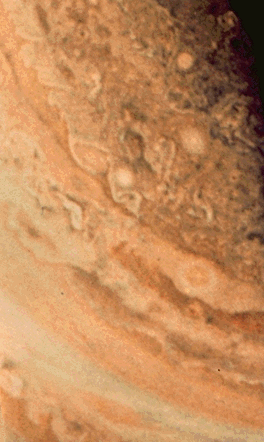
Северный полюс Юпитера, сфотографированный Пионером-11.

Недавно было показано, что в этих каплях может растворяться неон. Тем самым объясняется и недостаток неона.
Учёные-планетологи из Калифорнийского университета Мона Делитски вместе с Кевином Бейтсом утверждают, что превращение углеродной сажи в графит, а затем в алмаз очень вероятно на газовых гигантах Сатурне и Юпитере. Алмазные частички продолжают нагреваться, приближаясь к ядру планеты. Таким образом, расплавляются настолько, что превращаются в жидкие алмазные капли.

### Атмосферные явления и феномены

#### Движение атмосферы

Анимация вращения Юпитера, созданная по фотографиям с «Вояджера-1», 1979 г.

Скорость ветров на Юпитере может превышать 600 км/ч.
В отличие от Земли, где циркуляция атмосферы происходит за счёт разницы солнечного нагрева в экваториальных и полярных областях, на Юпитере воздействие солнечной радиации на температурную циркуляцию незначительно; главными движущими силами являются потоки тепла, идущие из центра планеты, и энергия, выделяемая при быстром движении Юпитера вокруг своей оси.
Ещё по наземным наблюдениям астрономы разделили пояса и зоны в атмосфере Юпитера на экваториальные, тропические, умеренные и полярные. Поднимающиеся из глубин атмосферы нагретые массы газов в зонах под действием значительных на Юпитере кориолисовых сил вытягиваются вдоль параллелей планеты, причём противоположные края зон движутся навстречу друг другу. На границах зон и поясов (области нисходящих потоков) существует сильная турбулентность. Севернее экватора потоки в зонах, направленные к северу, отклоняются кориолисовыми силами к востоку, а направленные к югу — к западу. В южном полушарии — соответственно, наоборот. Схожей структурой на Земле обладают пассаты.

#### Полосы
Полосы Юпитера в разные годы
Характерной особенностью внешнего облика Юпитера являются его полосы. Существует ряд версий, объясняющих их происхождение. Так, по одной из версий, полосы возникали в результате явления конвекции в атмосфере планеты-гиганта — за счёт подогрева и, как следствие, поднятия одних слоёв и охлаждения и опускания вниз других. Весной 2010 года учёными была выдвинута гипотеза, согласно которой полосы на Юпитере возникли в результате воздействия его спутников. Предполагается, что под влиянием притяжения спутников на Юпитере сформировались своеобразные «столбы» вещества, которые, вращаясь, и сформировали полосы.
Конвективные потоки, выносящие внутреннее тепло к поверхности, внешне проявляются в виде светлых зон и тёмных поясов. В области светлых зон отмечается повышенное давление, соответствующее восходящим потокам. Облака, образующие зоны, располагаются на более высоком уровне (примерно на 20 км), а их светлая окраска объясняется, видимо, повышенной концентрацией ярко-белых кристаллов аммиака. Располагающиеся ниже тёмные облака поясов состоят, предположительно, из красно-коричневых кристаллов гидросульфида аммония и имеют более высокую температуру. Эти структуры представляют области нисходящих потоков. Зоны и пояса имеют разную скорость движения в направлении вращения Юпитера. Период обращения колеблется на несколько минут в зависимости от широты. Это приводит к существованию устойчивых зональных течений или ветров, постоянно дующих параллельно экватору в одном направлении. Скорости в этой глобальной системе достигают от 50 до 150 м/с и выше. На границах поясов и зон наблюдается сильная турбулентность, которая приводит к образованию многочисленных вихревых структур. Наиболее известным таким образованием является Большое красное пятно, наблюдающееся на поверхности Юпитера в течение последних 300 лет.
Возникнув, вихрь поднимает на поверхность облаков нагретые массы газа с пара́ми малых компонентов. Образующиеся кристаллы аммиачного снега, растворов и соединений аммиака в виде снега и капель, обычного водяного снега и льда постепенно опускаются в атмосфере, пока не достигают уровней, на которых температура достаточна высока, и испаряются. После чего вещество в газообразном состоянии снова возвращается в облачный слой.
Летом 2007 года телескоп «Хаббл» зафиксировал резкие изменения в атмосфере Юпитера. Отдельные зоны в атмосфере к северу и югу от экватора превратились в пояса, а пояса — в зоны. При этом изменились не только формы атмосферных образований, но и их цвет.
9 мая 2010 года астроном-любитель Энтони Уэсли (англ. Anthony Wesley, также см. ниже) обнаружил, что с лика планеты внезапно исчезло одно из самых заметных и самых стабильных во времени образований — Южный экваториальный пояс. Именно на широте Южного экваториального пояса расположено «омываемое» им Большое красное пятно. Причиной внезапного исчезновения Южного экваториального пояса Юпитера считается появление над ним слоя более светлых облаков, под которыми и скрывается полоса тёмных облаков. По данным исследований, проведённых телескопом «Хаббл», был сделан вывод о том, что пояс не исчез полностью, а просто оказался скрыт под слоем облаков, состоящих из аммиака.
Расположение полос, их ширины, скорости вращения, турбулентность и яркость периодически изменяются. В каждой полосе развивается свой цикл с периодом порядка 3-6 лет. Наблюдаются и глобальные колебания с периодом 11-13 лет. Численный эксперимент даёт основание считать эту переменность подобной явлению цикла индекса, наблюдаемому на Земле.

#### Большое красное пятно

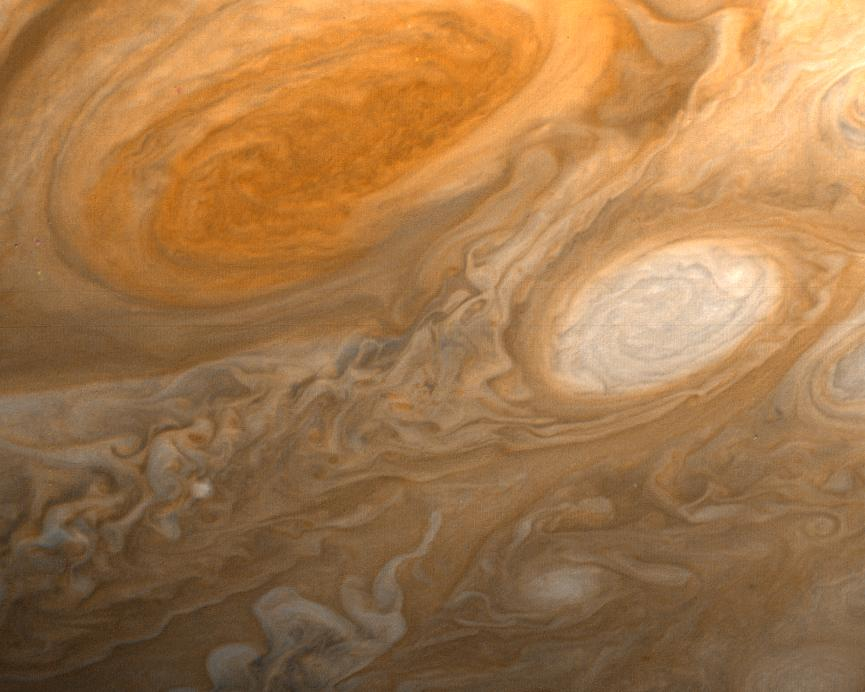
Большое красное пятно Юпитера, 1 марта 1979 г. (фото «Вояджера-1»)

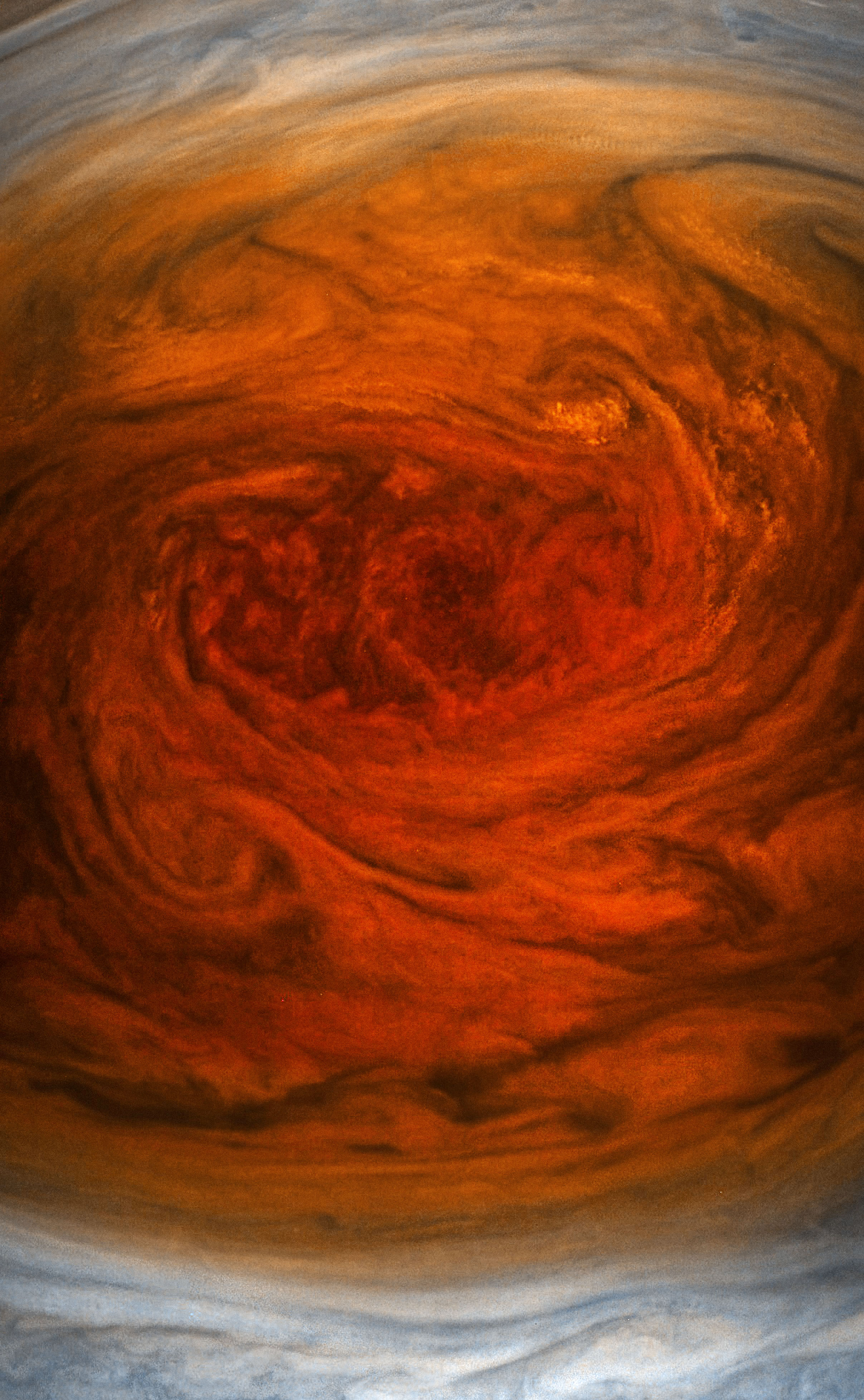
Большое красное пятно крупным планом, снятое с высоты 8000 км над атмосферой Юпитера JunoCam космического аппарата «Юнона» (11 июля 2017 года)

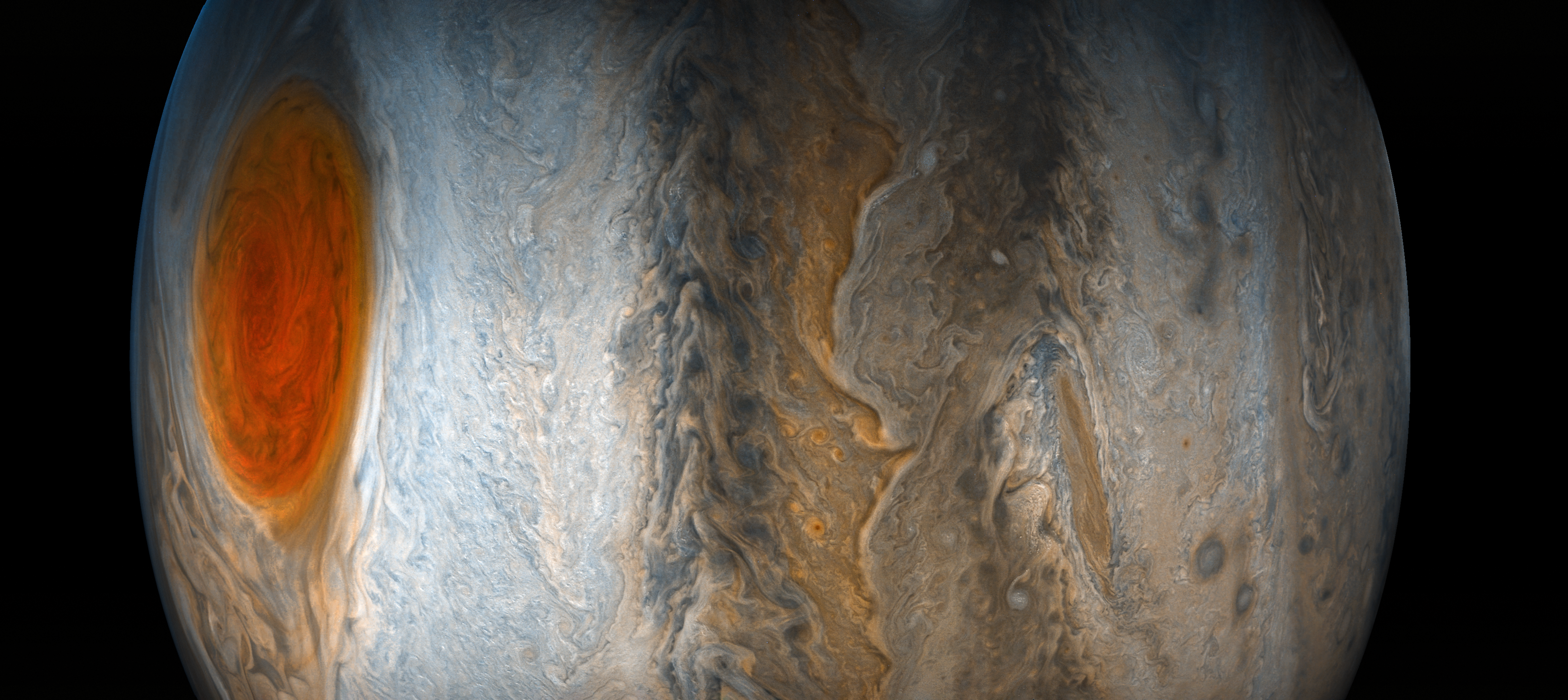
Большое красное пятно, снятое с высоты 16 535 км над атмосферой Юпитера JunoCam космического аппарата «Юнона» (10 июля 2017 года)

Большое красное пятно — овальное образование изменяющихся размеров, расположенное в южной тропической зоне. Было открыто Робертом Гуком в 1664 году. В настоящее время оно имеет размеры 15×30 тыс. км (диаметр Земли ~12,7 тыс. км), а 100 лет назад наблюдатели отмечали в 2 раза бо́льшие размеры. Иногда оно бывает не очень чётко видимым. Большое красное пятно — это уникальный долгоживущий гигантский ураган, вещество в котором вращается против часовой стрелки и совершает полный оборот за 6 земных суток.
Благодаря исследованиям, проведённым в конце 2000 года зондом «Кассини», было выяснено, что Большое красное пятно связано с нисходящими потоками (вертикальная циркуляция атмосферных масс); облака здесь выше, а температура ниже, чем в остальных областях. Цвет облаков зависит от высоты: синие структуры — самые верхние, под ними лежат коричневые, затем белые. Красные структуры — самые низкие. Скорость вращения Большого красного пятна составляет 360 км/ч. Его средняя температура составляет −163 °C, причём между окраинными и центральными частями пятна наблюдается различие в температуре порядка 3-4 градусов. Это различие, как предполагается, ответственно за тот факт, что атмосферные газы в центре пятна вращаются по часовой стрелке, в то время как на окраинах — против. Также выдвинуто предположение о взаимосвязи температуры, давления, движения и цвета Красного пятна, хотя как именно она осуществляется, учёные пока затрудняются сказать.
Время от времени на Юпитере наблюдаются столкновения больших циклонических систем. Одно из них произошло в 1975 году, в результате чего красный цвет Пятна поблёк на несколько лет. В конце февраля 2002 года ещё один гигантский вихрь — Белый овал — начал тормозиться Большим красным пятном, и столкновение продолжалось целый месяц. Однако оно не нанесло серьёзного ущерба обоим вихрям, так как произошло по касательной.
Красный цвет Большого красного пятна представляет собой загадку. Одной из возможных причин могут быть химические соединения, содержащие фосфор. Цвета и механизмы, создающие вид всей юпитерианской атмосферы, до сих пор ещё плохо поняты и могут быть объяснены только при прямых измерениях её параметров.
В 1938 году было зафиксировано формирование и развитие трёх больших белых овалов вблизи 30° южной широты. Этот процесс сопровождался одновременным формированием ещё нескольких маленьких белых овалов — вихрей. Это подтверждает, что Большое красное пятно представляет собой самый мощный из юпитерианских вихрей. Исторические записи не обнаруживают подобных долго существующих систем в средних северных широтах планеты. Наблюдались большие тёмные овалы вблизи 15° северной широты, но, видимо, необходимые условия для возникновения вихрей и последующего их превращения в устойчивые системы, подобные Красному пятну, существуют только в Южном полушарии.

#### Малое красное пятно

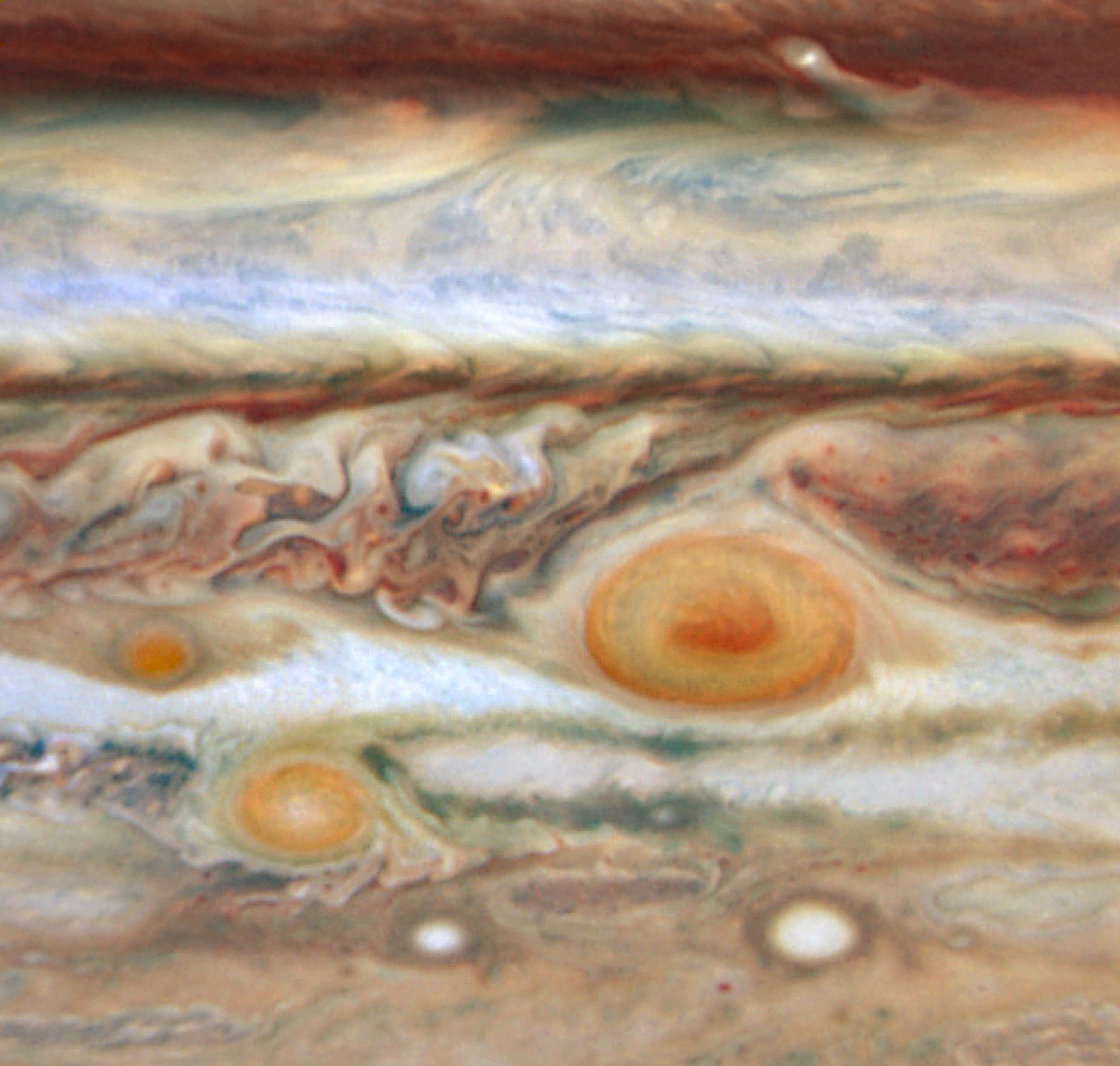
Большое красное пятно и «Малое красное пятно» в мае 2008 на фотографии, сделанной телескопом «Хаббл»

Что же касается трёх вышеупомянутых белых вихрей-овалов, то два из них объединились в 1998 году, а в 2000 году возникший новый вихрь слился с оставшимся третьим овалом. В конце 2005 года вихрь (Овал ВА, англ. Oval BC) начал менять свой цвет, приобретя в конце концов красную окраску, за что получил новое название — Малое красное пятно. В июле 2006 года Малое красное пятно соприкоснулось со своим старшим «собратом» — Большим красным пятном. Тем не менее, это не оказало какого-либо существенного влияния на оба вихря — столкновение произошло по касательной. Столкновение было предсказано ещё в первой половине 2006 года.

#### Молнии

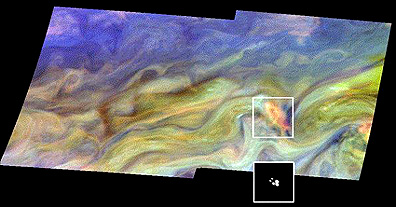
Молнии (яркие вспышки на нижнем квадрате), связанные со штормом на Юпитере

В центре вихря давление оказывается более высоким, чем в окружающем районе, а сами ураганы окружены возмущениями с низким давлением. По снимкам, сделанным космическими зондами «Вояджер-1» и «Вояджер-2», было установлено, что в центре таких вихрей наблюдаются колоссальных размеров вспышки молний протяжённостью в тысячи километров.
Мощность молний на три порядка превышает земные.

#### Горячие тени от спутников
Ещё одним непонятным явлением можно назвать «горячие тени». Согласно данным радиоизмерений, проведённым в 1960-х годах, в местах, куда на Юпитер падают тени от его спутников, температура заметно повышается, а не понижается, как можно было бы ожидать.

## Магнитное поле и магнитосфера

Схема магнитного поля Юпитера

Первый признак любого магнитного поля — радио- и рентгеновское излучение. О строении магнитного поля можно судить с помощью моделей происходящих процессов. Так было установлено, что магнитное поле Юпитера имеет не только дипольную составляющую, но и квадруполь, октуполь и другие гармоники более высоких порядков. Предполагается, что магнитное поле создаётся динамо-машиной, похожей на земную. Но в отличие от Земли, проводником токов на Юпитере служит слой металлического водорода.
Ось магнитного поля наклонена к оси вращения 10,2 ± 0,6°, почти как и на Земле, однако, в отличие от Земли, в настоящее время северный магнитный полюс расположен рядом с северным географическим, а южный магнитный — с южным географическим. Напряжённость поля на уровне видимой поверхности облаков равна 14 Э у северного полюса и 10,7 Э у южного. Его полярность обратна полярности земного магнитного поля.
Форма магнитного поля у Юпитера сильно сплюснута и напоминает диск (в отличие от каплевидной у Земли). Центробежная сила, действующая на вращающуюся плазму, с одной стороны и тепловое давление горячей плазмы с другой растягивают силовые линии, образуя на расстоянии 20 RJ структуру, напоминающую тонкий блин, также известную как магнитодиск. Он имеет тонкую токовую структуру вблизи магнитного экватора.
Вокруг Юпитера, как и вокруг большинства планет Солнечной системы, существует магнитосфера — область, в которой поведение заряженных частиц, плазмы, определяется магнитным полем. Для Юпитера источниками таких частиц являются солнечный ветер и его спутник Ио. Вулканический пепел, выбрасываемый вулканами Ио, ионизируется под действием солнечного ультрафиолета. Так образуются ионы серы и кислорода: S+, O+, S2+ и O2+. Эти частицы покидают атмосферу спутника, однако остаются на орбите вокруг него, образуя тор. Этот тор был открыт аппаратом «Вояджер-1», он лежит в плоскости экватора Юпитера и имеет радиус в 1 RJ в поперечном сечении и радиус от центра (в данном случае от центра Юпитера) до образующей поверхности в 5,9 RJ. Именно он определяет динамику магнитосферы Юпитера.

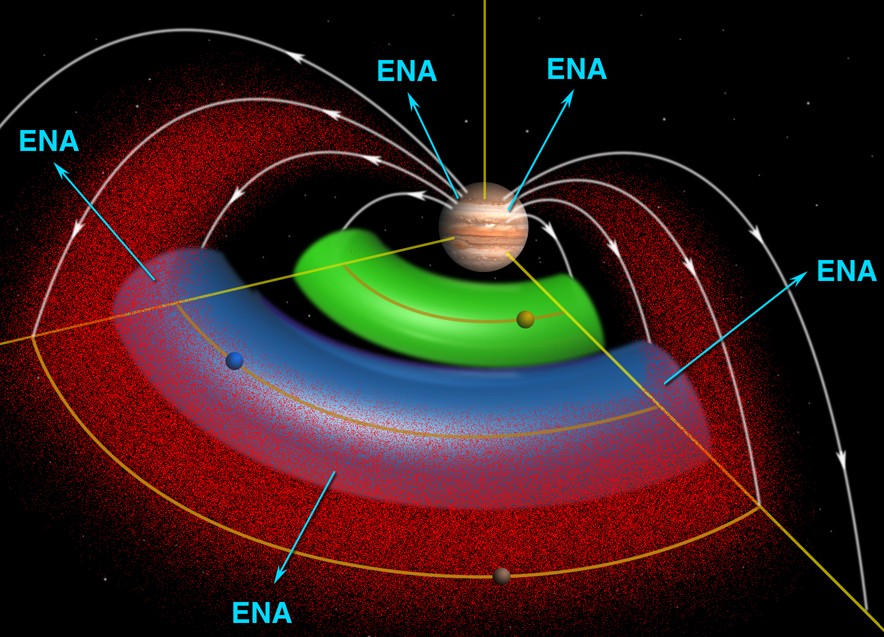
Магнитосфера Юпитера. Захваченные магнитным полем ионы солнечного ветра на схеме показаны красным цветом, пояс нейтрального вулканического газа Ио — зелёным, пояс нейтрального газа Европы — синим. ENA — нейтральные атомы. По данным зонда «Кассини», полученным в начале 2001 г.

Набегающий солнечный ветер уравновешивается давлением магнитного поля на расстоянии в 50-100 радиусов планеты, без влияния Ио это расстояние было бы не более 42 RJ. На ночной стороне протягивается за орбиту Сатурна, достигая в длину 650 млн км и более. Ускоренные в магнитосфере Юпитера электроны достигают орбиты Земли. Если бы магнитосферу Юпитера можно было видеть с поверхности Земли, то её угловые размеры превышали бы размеры Луны.

### Радиационные пояса
Юпитер обладает мощными радиационными поясами. При сближении с Юпитером «Галилео» получил дозу радиации, в 25 раз превышающую смертельную дозу для человека. Излучение радиационного пояса Юпитера в радиодиапазоне впервые было обнаружено в 1955 году. Радиоизлучение носит синхротронный характер. Электроны в радиационных поясах обладают огромной энергией, составляющей около 20 МэВ, при этом зондом «Кассини» было обнаружено, что плотность электронов в радиационных поясах Юпитера ниже, чем ожидалось. Поток электронов в радиационных поясах Юпитера может представлять серьёзную опасность для космических аппаратов ввиду большого риска повреждения аппаратуры радиацией. Вообще, радиоизлучение Юпитера не является строго однородным и постоянным — как по времени, так и по частоте. Средняя частота такого излучения, по данным исследований, составляет порядка 20 МГц, а весь диапазон частот — от 5-10 до 39,5 МГц.
Юпитер окружён ионосферой протяжённостью 3000 км.

### Полярные сияния

Структура полярных сияний на Юпитере: показано основное кольцо, полярное излучение и пятна, возникшие как результат взаимодействия с естественными спутниками Юпитера

Юпитер демонстрирует яркие устойчивые сияния вокруг обоих полюсов. В отличие от таких же на Земле, которые появляются в периоды повышенной солнечной активности, полярные сияния Юпитера являются постоянными, хотя их интенсивность меняется изо дня в день. Они состоят из трёх главных компонентов: основная и наиболее яркая область сравнительно небольшая (менее 1000 км в ширину), расположена примерно в 16° от магнитных полюсов; горячие пятна — следы магнитных силовых линий, соединяющих ионосферы спутников с ионосферой Юпитера, и области кратковременных выбросов, расположенных внутри основного кольца. Выбросы полярных сияний были обнаружены почти во всех частях электромагнитного спектра от радиоволн до рентгеновских лучей (до 3 кэВ), однако они наиболее ярки в среднем инфракрасном диапазоне (длина волны 3—4 мкм и 7—14 мкм) и глубокой ультрафиолетовой области спектра (длина волны 80—180 нм).
Положение основных авроральных колец устойчиво, как и их форма. Однако их излучение сильно модулируется давлением солнечного ветра — чем сильнее ветер, тем слабее полярные сияния. Стабильность сияний поддерживается большим притоком электронов, ускоряемых за счёт разности потенциалов между ионосферой и магнитодиском. Эти электроны порождают ток, который поддерживает синхронность вращения в магнитодиске. Энергия этих электронов 10—100 кэВ; проникая глубоко внутрь атмосферы, они ионизируют и возбуждают молекулярный водород, вызывая ультрафиолетовое излучение. Кроме того, они разогревают ионосферу, чем объясняется сильное инфракрасное излучение полярных сияний и частично нагрев термосферы.
Горячие пятна связаны с тремя галилеевыми спутниками: Ио, Европа и Ганимед. Они возникают из-за того, что вращающаяся плазма замедляется вблизи спутников. Самые яркие пятна принадлежат Ио, поскольку этот спутник является основным поставщиком плазмы, пятна Европы и Ганимеда гораздо слабее. Яркие пятна внутри основных колец, появляющиеся время от времени, как считается, связаны с взаимодействием магнитосферы и солнечного ветра.
В 2016 году учёные фиксировали самое яркое полярное сияние на Юпитере за всё время наблюдения.

### Большое рентгеновское пятно

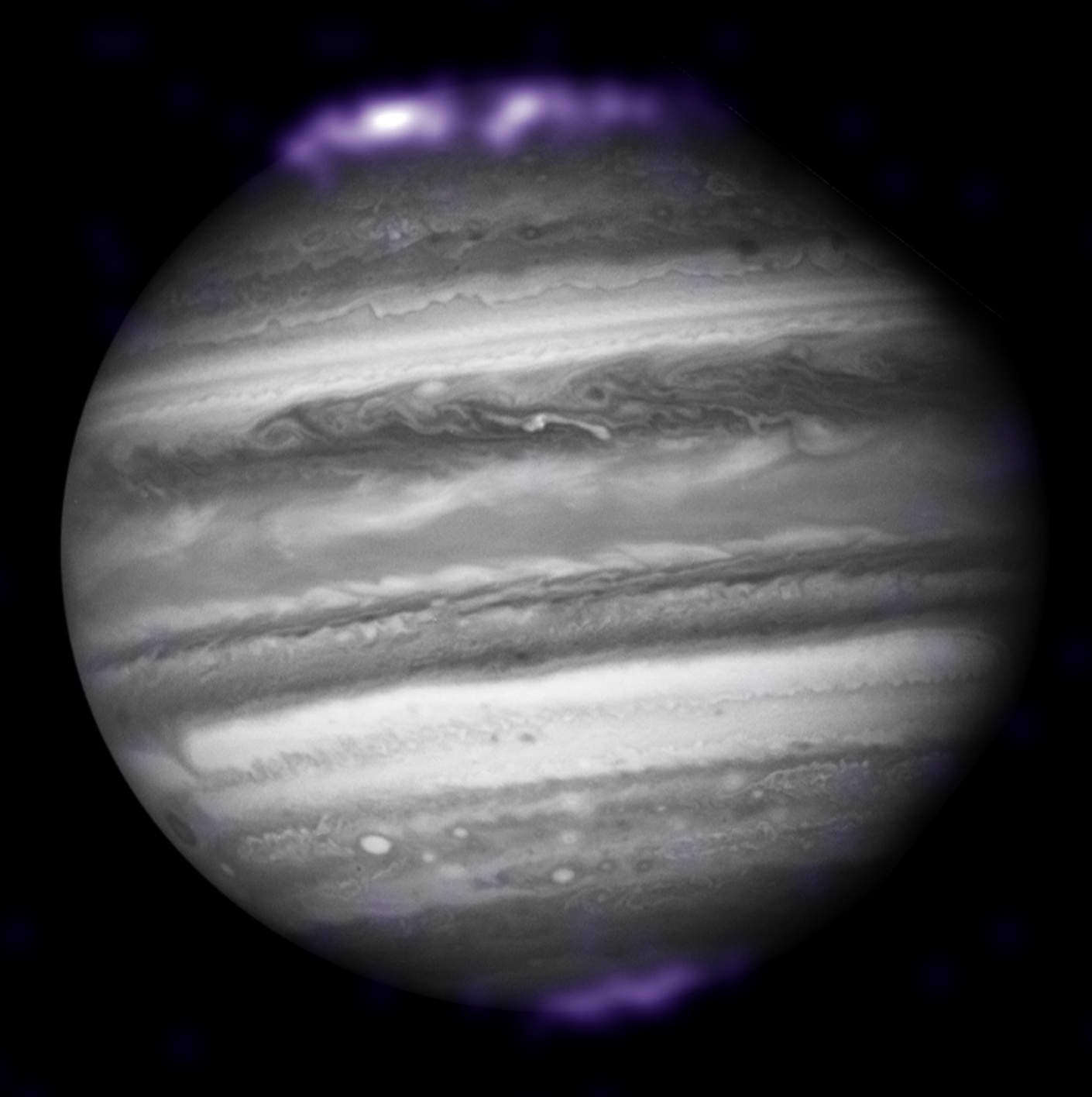
Комбинированное фото Юпитера с телескопа «Хаббл» и с рентгеновского телескопа «Чандра» — февраль 2007 г.

Орбитальным телескопом «Чандра» в декабре 2000 года на полюсах Юпитера (главным образом, на северном полюсе) обнаружен источник пульсирующего рентгеновского излучения, названный Большим рентгеновским пятном. Причины этого излучения пока представляют загадку.

## Модели формирования и эволюции
Значительный вклад в наши представления о формировании и эволюции звёзд вносят наблюдения экзопланет. Так, с их помощью были установлены черты, общие для всех планет, подобных Юпитеру:
- Они образуются ещё до момента рассеяния протопланетного диска.
- Значительную роль в формировании играет аккреция.
- Обогащение тяжёлыми химическими элементами за счёт планетезималей.

Существуют две основные гипотезы, объясняющие процессы возникновения и формирования Юпитера.
Согласно первой гипотезе, получившей название гипотезы «контракции», относительное сходство химического состава Юпитера и Солнца (большая доля водорода и гелия) объясняется тем, что в процессе формирования планет на ранних стадиях развития Солнечной системы в газопылевом диске образовались массивные «сгущения», давшие начало планетам, то есть Солнце и планеты формировались схожим образом. Правда, эта гипотеза не объясняет всё-таки имеющиеся различия в химическом составе планет: Сатурн, например, содержит больше тяжёлых химических элементов, чем Юпитер, а тот, в свою очередь, больше, чем Солнце. Планеты же земной группы вообще разительно отличаются по своему химическому составу от планет-гигантов.
Вторая гипотеза (гипотеза «аккреции») гласит, что процесс образования Юпитера, а также Сатурна, происходил в два этапа. Сначала в течение нескольких десятков миллионов лет шёл процесс формирования твёрдых плотных тел, наподобие планет земной группы. Затем начался второй этап, когда на протяжении нескольких сотен тысяч лет длился процесс аккреции газа из первичного протопланетного облака на эти тела, достигшие к тому моменту массы в несколько масс Земли.
Ещё на первом этапе из области Юпитера и Сатурна диссипировала часть газа, что повлекло за собой некоторые различия в химическом составе этих планет и Солнца. На втором этапе температура наружных слоёв Юпитера и Сатурна достигала 5000 °C и 2000 °C соответственно. Уран и Нептун же достигли критической массы, необходимой для начала аккреции, гораздо позже, что повлияло как на их массы, так и на химический состав.
В 2004 году Катариной Лоддерс из Университета Вашингтона в Сент-Луисе была выдвинута гипотеза о том, что ядро Юпитера состоит в основном из некоего органического вещества, обладающего клеящими способностями, что, в свою очередь, в немалой степени повлияло на захват ядром вещества из окружающей области пространства. Образовавшееся в результате каменное-смоляное ядро силой своего притяжения «захватило» газ из солнечной туманности, сформировав современный Юпитер. Эта идея вписывается во вторую гипотезу о возникновении Юпитера путём аккреции.
Согласно модели Ниццы Юпитер изначально обращался вокруг Солнца по почти круговой орбите на расстоянии ≈ 5,5 астрономических единиц. Позднее Юпитер переместился ближе к Солнцу, а орбиты Урана, Нептуна и Сатурна последовательно переместились вовне. Компьютерное моделирование с участием троянских астероидов Юпитера и астероидов семейства Хильды показало, что Юпитер сформировался в 18 а.е. от Солнца.

### Будущее Юпитера и его спутников

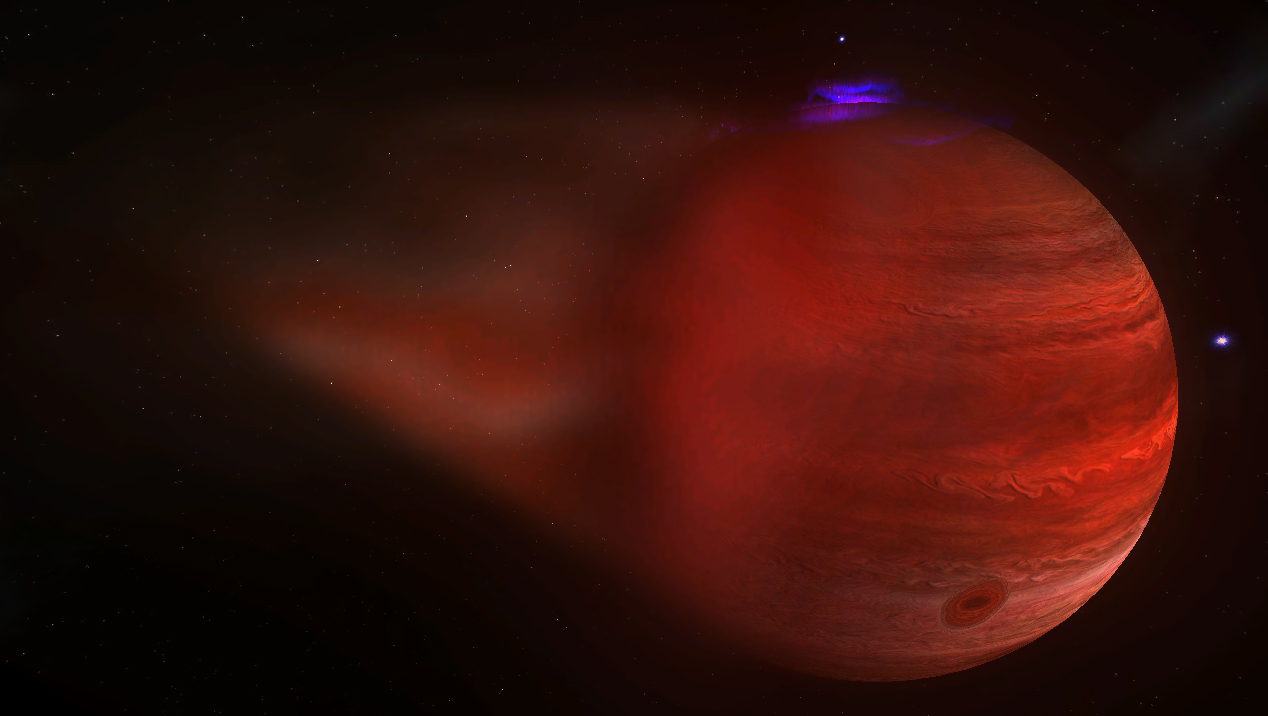
«Горячий Юпитер» в представлении художника Nolesh

Известно, что Солнце в результате постепенного исчерпания своего термоядерного топлива увеличивает свою светимость примерно на 11 % каждые 1,1 млрд лет, и в результате этого его околозвёздная обитаемая зона сместится за пределы современной земной орбиты, пока не достигнет системы Юпитера. Увеличение яркости Солнца в этот период разогреет спутники Юпитера, позволив высвободиться на их поверхность жидкой воде, а значит, создаст условия для поддержания жизни. Через 7,59 миллиарда лет Солнце станет красным гигантом. Модель показывает, что расстояние между Солнцем и газовым гигантом сократится с 765 до 500 млн км. В таких условиях Юпитер перейдёт в новый класс планет, называемый «горячие юпитеры». Температура на его поверхности достигнет 1000 К, что вызовет тёмно-красное свечение планеты. Спутники станут непригодными для поддержания жизни и будут представлять собой иссушённые раскалённые пустыни.

## Спутники и кольца
По данным на май 2023 года, у Юпитера известно 95 спутников — на 51 меньше, чем у Сатурна. По оценкам, спутников может быть не менее сотни. Спутникам даны в основном имена различных мифических персонажей, так или иначе связанных с Зевсом-Юпитером. Спутники разделяют на две большие группы — внутренние (8 спутников, галилеевы и негалилеевы внутренние спутники) и внешние (84 спутника, также подразделяются на две группы) — таким образом, всего получается 4 «разновидности». Четыре самых крупных спутника — Ио, Европа, Ганимед и Каллисто — были открыты ещё в 1610 году Галилео Галилеем. Открытие спутников Юпитера послужило первым серьёзным фактическим доводом в пользу гелиоцентрической системы Коперника.

### Ио

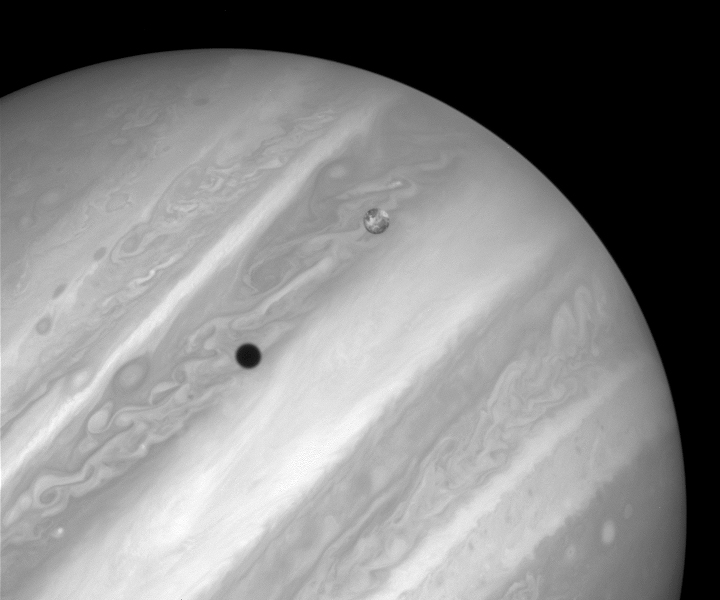
Прохождение спутника Ио перед Юпитером, 24 июля 1996 г., телескоп «Хаббл»

Вулканическая активность Ио, КА «Новые горизонты», 1 марта 2007 г.

Ио интересна наличием мощных действующих вулканов; поверхность спутника залита продуктами вулканической активности. На фотографиях, сделанных космическими зондами, видно, что поверхность Ио имеет ярко-жёлтую окраску с пятнами коричневого, красного и тёмно-жёлтого цветов. Эти пятна — продукт извержений вулканов Ио, состоящих преимущественно из серы и её соединений; цвет извержений зависит от их температуры.

### Европа
Наибольший интерес представляет Европа, обладающая глобальным океаном, в котором не исключено наличие жизни. Специальные исследования показали, что океан простирается вглубь на 90 км, его объём превосходит объём земного Мирового океана. Поверхность Европы испещрена разломами и трещинами, возникшими в ледяном панцире спутника. Высказывалось предположение, что источником тепла для Европы служит именно сам океан, а не ядро спутника. Существование подлёдного океана предполагается также на Каллисто и Ганимеде. Основываясь на предположении о том, что за 1-2 млрд лет кислород мог проникнуть в подлёдный океан, учёные теоретически предполагают наличие жизни на спутнике. Содержание кислорода в океане Европы достаточно для поддержания существования не только одноклеточных форм жизни, но и более крупных. Этот спутник занимает второе место по возможности возникновения жизни после Энцелада.

### Ганимед
Ганимед является самым большим спутником не только Юпитера, но и вообще в Солнечной системе среди всех спутников планет. Ганимед и Каллисто покрыты многочисленными кратерами, на Каллисто многие из них окружены трещинами.

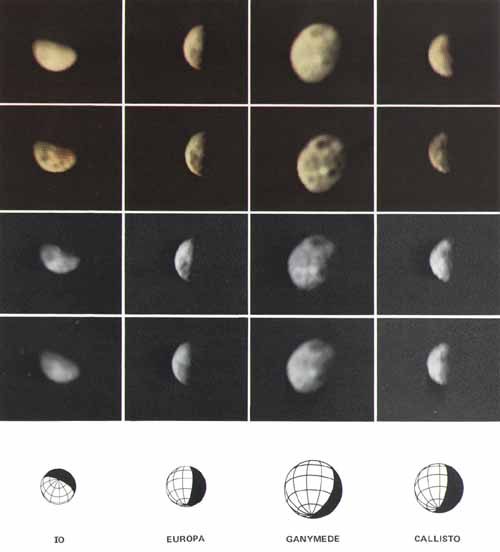
Изображения четырёх крупнейших спутников Юпитера, сделанные космическими аппаратами Пионер-10 и Пионер-11

### Каллисто
На Каллисто, как предполагается, также есть океан под поверхностью спутника; на это косвенно указывает магнитное поле Каллисто, которое может быть порождено наличием электрических токов в солёной воде внутри спутника. Также в пользу этой гипотезы свидетельствует тот факт, что магнитное поле у Каллисто меняется в зависимости от его ориентации на магнитное поле Юпитера, то есть существует высокопроводящая жидкость под поверхностью данного спутника.

### Особенности галилеевых спутников
Все крупные спутники Юпитера вращаются синхронно и всегда обращены к Юпитеру одной и той же стороной вследствие влияния мощных приливных сил планеты-гиганта. При этом Ганимед, Европа и Ио находятся друг с другом в орбитальном резонансе 4:2:1. К тому же среди спутников Юпитера существует закономерность: чем дальше спутник от планеты, тем меньше его плотность (у Ио — 3,53 г/см³, Европы — 2,99 г/см³, Ганимеда — 1,94 г/см³, Каллисто — 1,83 г/см³). Это зависит от количества воды на спутнике: на Ио её практически нет, на Европе — 8 %, на Ганимеде и Каллисто — до половины их массы.

### Малые спутники
Остальные спутники намного меньше и представляют собой ледяные или скалистые тела неправильной формы. Среди них есть обращающиеся в обратную сторону. Из числа малых спутников Юпитера немалый интерес для учёных представляет Амальтея: как предполагается, внутри неё существует система пустот, возникших в результате имевшей место в далёком прошлом катастрофы — из-за метеоритной бомбардировки Амальтея распалась на части, которые затем вновь соединились под действием взаимной гравитации, но так и не стали единым монолитным телом.
Метида и Адрастея — ближайшие спутники к Юпитеру с диаметрами примерно 40 и 20 км соответственно. Они движутся по краю главного кольца Юпитера по орбите радиусом 128 тысяч км, делая оборот вокруг Юпитера за 7 часов и являясь при этом самыми быстрыми спутниками Юпитера.
Общий диаметр всей системы спутников Юпитера составляет 24 млн км. Более того, предполагается, что в прошлом спутников у Юпитера было ещё больше, но некоторые из них упали на планету под воздействием её мощной гравитации.

### Спутники с обратным вращением
Спутники Юпитера, чьи названия заканчиваются на «е» — Карме, Синопе, Ананке, Пасифе и другие (см. группа Ананке, группа Карме, группа Пасифе) — обращаются вокруг планеты в обратном направлении (ретроградное движение) и, по предположениям учёных, не образовались вместе с Юпитером, а были захвачены им позже. Аналогичным свойством обладает спутник Нептуна Тритон.

### Временные луны
Некоторые кометы представляют собой временные луны Юпитера. Так, в частности, комета Кусиды — Мурамацу в период с 1949 по 1962 г. была спутником Юпитера, совершив за это время вокруг планеты два оборота. Кроме данного объекта известно ещё, как минимум, о 4 временных лунах планеты-гиганта.

### Кольца
У Юпитера имеются слабые кольца, обнаруженные во время прохождения «Вояджера-1» мимо Юпитера в 1979 году. Наличие колец предполагал ещё в 1960 году советский астроном Сергей Всехсвятский: на основе исследования дальних точек орбит некоторых комет Всехсвятский заключил, что эти кометы могут происходить из кольца Юпитера, и предположил, что образовалось кольцо в результате вулканической деятельности спутников Юпитера (вулканы на Ио открыты два десятилетия спустя):157.
Кольца оптически тонки, оптическая толщина их ~10−6, а альбедо частиц всего 1,5 %. Однако наблюдать их всё же возможно: при фазовых углах, близких к 180 градусам (взгляд «против света»), яркость колец возрастает примерно в 100 раз, а тёмная ночная сторона Юпитера не оставляет засветки. Всего колец три: одно главное, «паутинное» и гало.

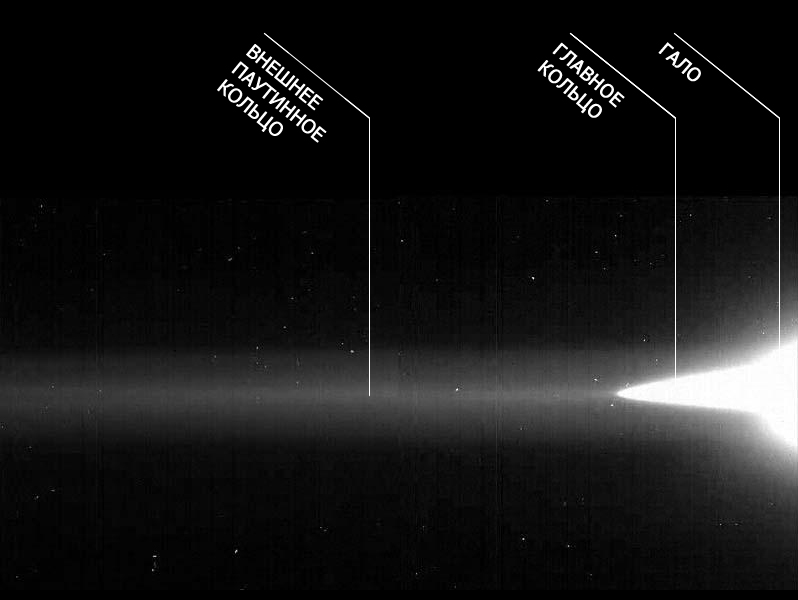
Фотография колец Юпитера, сделанная «Галилео» в прямом рассеянном свете

Главное кольцо простирается от 122 500 до 129 230 км от центра Юпитера. Внутри главное кольцо переходит в тороидальное гало, а снаружи контактирует с паутинным. Наблюдаемое прямое рассеяние излучения в оптическом диапазоне характерно для пылевых частиц микронного размера. Однако пыль в окрестности Юпитера подвергается мощным негравитационным возмущениям, из-за этого время жизни пылинок 103±1 лет. Это означает, что должен быть источник этих пылинок. На роль подобных источников подходят два малых спутника, лежащих внутри главного кольца — Метида и Адрастея. Сталкиваясь с метеороидами, они порождают рой микрочастиц, которые впоследствии распространяются по орбите вокруг Юпитера. Наблюдения паутинного кольца выявили два отдельных пояса вещества, берущих начало на орбитах Фивы и Амальтеи. Структура этих поясов напоминает строение зодиакальных пылевых комплексов.

### Троянские астероиды

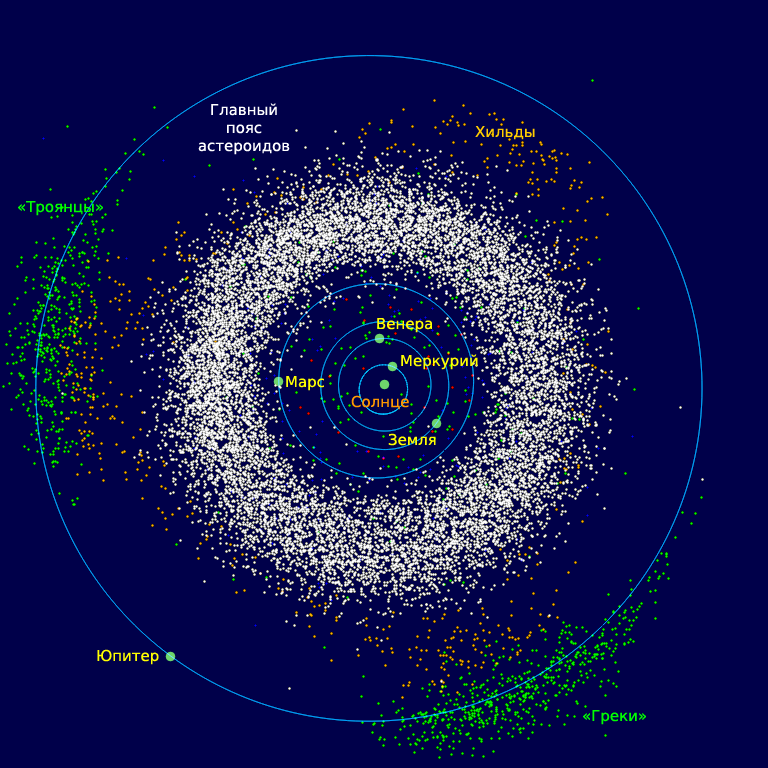
Главный пояс астероидов (белый) и троянские астероиды Юпитера (зелёные)

Троянские астероиды — группа астероидов, расположенных в районе точек Лагранжа L4 и L5 Юпитера. Астероиды находятся с Юпитером в резонансе 1:1 и движутся вместе с ним по орбите вокруг Солнца. При этом существует традиция называть объекты, расположенные около точки L4, именами греческих героев, а около L5 — троянских. Всего на июнь 2010 года открыто 1583 таких объекта.
Существует две теории, объясняющие происхождение троянцев. Первая утверждает, что они возникли на конечном этапе формирования Юпитера (рассматривается аккрецирующий вариант). Вместе с веществом были захвачены планетозимали, на которые тоже шла аккреция, а так как механизм был эффективным, то половина из них оказалась в гравитационной ловушке. Недостатки этой теории: число объектов, возникших таким образом, на четыре порядка больше наблюдаемого, и они имеют гораздо больший наклон орбиты.
Вторая теория — динамическая. Через 300—500 млн лет после формирования солнечной системы Юпитер и Сатурн проходили через резонанс 1:2. Это привело к перестройке орбит: Нептун, Плутон и Сатурн увеличили радиус орбиты, а Юпитер уменьшил. Это повлияло на гравитационную устойчивость пояса Койпера, и часть астероидов, его населявших, переселилась на орбиту Юпитера. Одновременно с этим были разрушены все изначальные троянцы, если таковые были.
Дальнейшая судьба троянцев неизвестна. Ряд слабых резонансов Юпитера и Сатурна заставит их хаотично двигаться, но какова будет эта сила хаотичного движения и будут ли они выброшены со своей нынешней орбиты, трудно сказать. Кроме этого, столкновения между собой медленно, но верно уменьшают количество троянцев. Какие-то фрагменты могут стать спутниками, а какие-то — кометами.

## Столкновения небесных тел с Юпитером

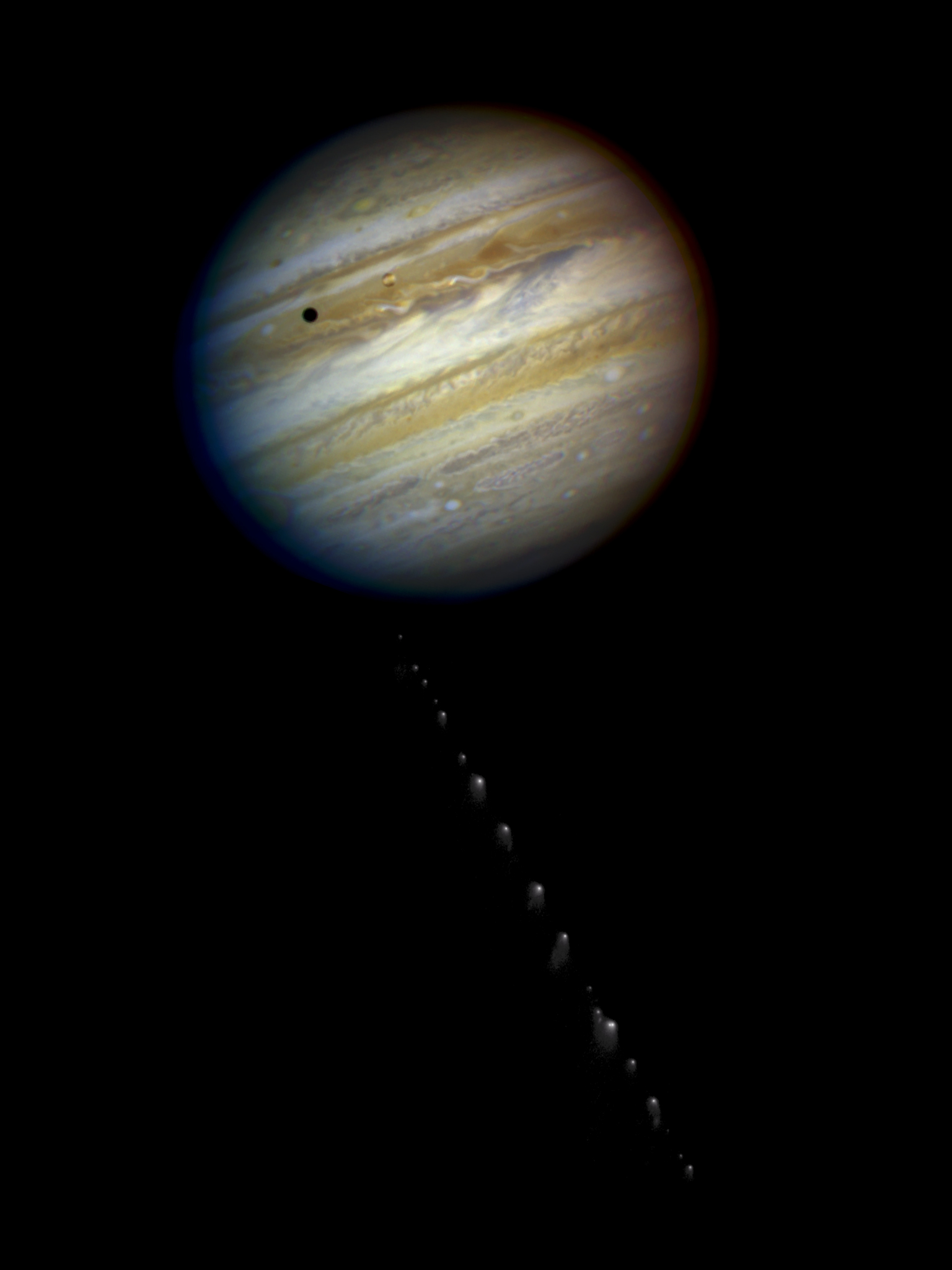
Мозаика, составленная из изображений телескопа HST 18 мая 1994.

### Комета Шумейкеров — Леви

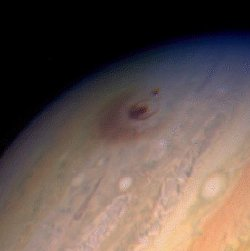
След от одного из обломков кометы Шумейкеров — Леви, снимок с телескопа «Хаббл», июль 1994 г.

В июле 1992 года к Юпитеру приблизилась комета. Она прошла на расстоянии около 15 тысяч километров от верхней границы облаков, и мощное гравитационное воздействие планеты-гиганта разорвало её ядро на 21 большую часть размерами до 2 км в поперечнике. Этот кометный рой был обнаружен на обсерватории Маунт-Паломар супругами Кэролин и Юджином Шумейкерами и астрономом-любителем Дэвидом Леви. В 1994 году, при следующем сближении с Юпитером, все обломки кометы врезались в атмосферу планеты с огромной скоростью — около 64 километров в секунду. Этот грандиозный космический катаклизм наблюдался как с Земли, так и с помощью космических средств, в частности, с помощью космического телескопа «Хаббл», спутника IUE и межпланетной космической станции «Галилео». Падение ядер сопровождалось вспышками излучения в широком спектральном диапазоне, генерацией газовых выбросов и формированием долгоживущих вихрей, изменением радиационных поясов Юпитера и появлением полярных сияний, ослаблением яркости плазменного тора Ио в крайнем ультрафиолетовом диапазоне.

### Другие падения

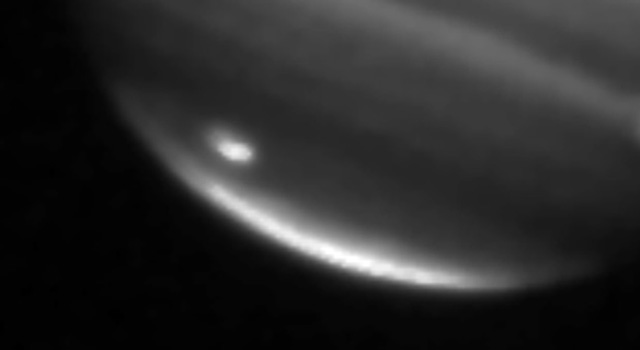
Пятно в районе Южного полюса Юпитера — 20 июля 2009, инфракрасный телескоп в обсерватории Мауна-Кеа, Гавайи

19 июля 2009 года уже упомянутый выше астроном-любитель Энтони Уэсли (англ. Anthony Wesley) обнаружил тёмное пятно в районе Южного полюса Юпитера. В дальнейшем эту находку подтвердили в обсерватории Кек на Гавайях. Анализ полученных данных указал, что наиболее вероятным телом, упавшим в атмосферу Юпитера, был каменный астероид.
3 июня 2010 года в 20:31 по UTC два независимых наблюдателя — Энтони Уэсли (англ. Anthony Wesley, Австралия) и Кристофер Го (англ. Christopher Go, Филиппины) — засняли вспышку над атмосферой Юпитера, что, скорее всего, является падением нового, ранее неизвестного тела на Юпитер. Через сутки после данного события новые тёмные пятна в атмосфере Юпитера не обнаружены. Сразу были проведены наблюдения на крупнейших инструментах Гавайских островов (Gemini, Keck и IRTF) и запланированы наблюдения на космическом телескопе «Хаббл». 16 июня 2010 года НАСА опубликовало пресс-релиз, в котором сообщается, что на снимках, полученных на космическом телескопе «Хаббл» 7 июня 2010 года (через 4 суток после фиксирования вспышки), не обнаружены признаки падения в верхних слоях атмосферы Юпитера.
20 августа 2010 года в 18:21:56 по UTC произошла вспышка над облачным покровом Юпитера, которую обнаружил японский астроном-любитель Масаюки Татикава из префектуры Кумамото на сделанной им видеозаписи. На следующий день после объявления о данном событии нашлось подтверждение от независимого наблюдателя Аоки Кадзуо (Aoki Kazuo) — любителя астрономии из Токио. Предположительно, это могло быть падение астероида или кометы в атмосферу планеты-гиганта.
Астрономом-любителем Герритом Кернбауэром (Gerrit Kernbauer) 17 марта 2016 года на 20-сантиметровом телескопе были сделаны снимки столкновения Юпитера с космическим объектом (предположительно, кометой). По мнению астрономов, в результате столкновения произошёл колоссальный выброс энергии, равный 12,5 мегатонны в тротиловом эквиваленте.
13 сентября 2021 года астрономами-любителями был зафиксирован момент столкновения Юпитера с неизвестным объектом. Во время наблюдения за прохождением по поверхности планеты тени её спутника Ио наблюдатели увидели яркую вспышку. Сделать снимки удалось астрономам Харальду Палеске (Harald Paleske) из Германии, бразильцу Хосе Луис Перейре (José Luis Pereira) и французу Дж. П. Арно (Jean-Paul Arnould). Неизвестным объектом может быть астероид размером около сотни метров или небольшое ядро кометы.

## Название и история изучения

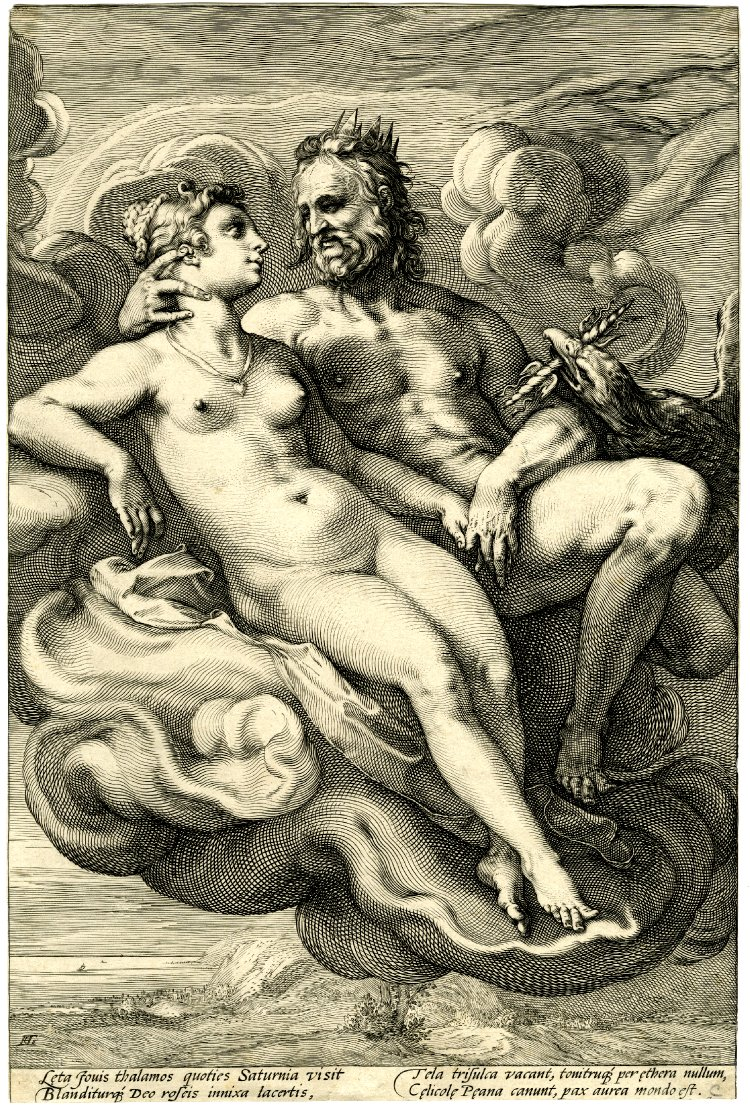
Юпитер и Юнона. Автор — Хендрик Гольциус (1558—1617)

### В древних культурах
В месопотамской культуре планета называлась Мулу-баббар/Мулубаббар(шум. MUL2.BABBAR, аккад. kakkabu peṣû), то есть «белая звезда». Вавилоняне впервые разработали теорию для объяснения видимого движения Юпитера и связали планету с богом Мардуком. Встречаются упоминания об именовании Бел.
Греки именовали его Φαέθων (Фаэтон) — «блистающий, лучезарный», а также Διὸς ὁ ἀστήρ — «звезда Зевса».
Гигин (в переводе А. И. Рубана) называет его звездой Юпитера и Файноном.
Римляне дали этой планете название в честь своего бога Юпитера.
Подробное описание 12-летнего цикла движения Юпитера было дано китайскими астрономами, называвшими планету Суй-син («Звезда года»).
Инки называли Юпитер кечуа Pirwa — «амбар, склад», что может свидетельствовать о наблюдении инками галилеевых спутников (ср. кечуа Qullqa «Плеяды», букв. «склад»).

### XVII век: Галилей, Кассини, Рёмер
В начале XVII века Галилео Галилей изучал Юпитер с помощью изобретённого им телескопа и открыл четыре крупнейших спутника планеты. В 1660-х годах Джованни Кассини наблюдал пятна и полосы на «поверхности» гиганта. В 1671 году, наблюдая за затмениями спутников Юпитера, датский астроном Оле Рёмер обнаружил, что истинное положение спутников не совпадает с вычисленными параметрами, причём величина отклонения зависела от расстояния до Земли. На основании этих наблюдений Рёмер сделал вывод о конечности скорости света и установил её величину — 215 000 км/с (современное значение — 299 792,458 км/с).

### Современные наблюдения
Со второй половины XX века активно проводятся исследования Юпитера как с помощью наземных телескопов (в том числе и радиотелескопов), так и с помощью космических аппаратов — телескопа «Хаббл» и ряда зондов.

## Изучение космическими аппаратами

### Космические зонды

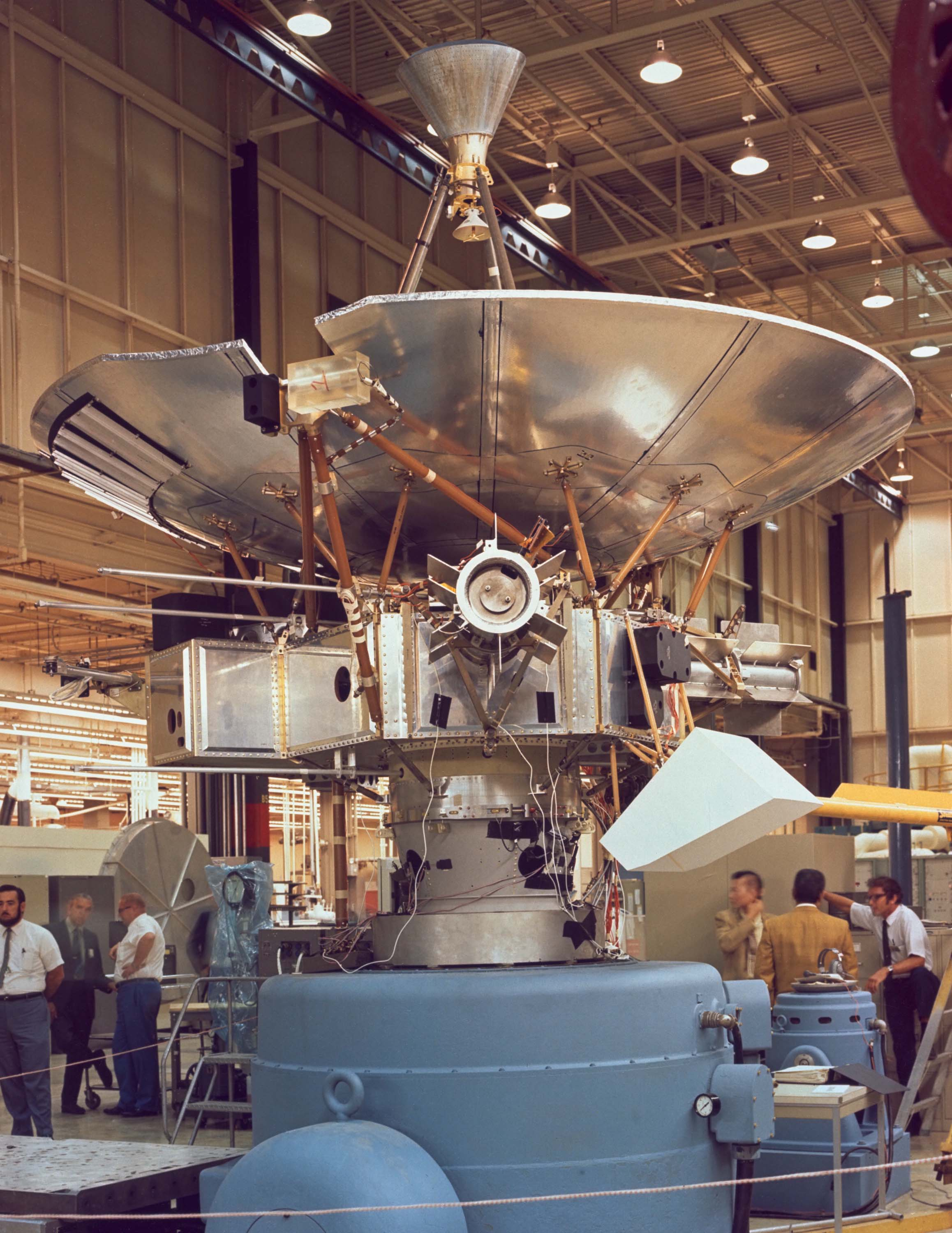
КА «Пионер-10», 20 декабря 1971
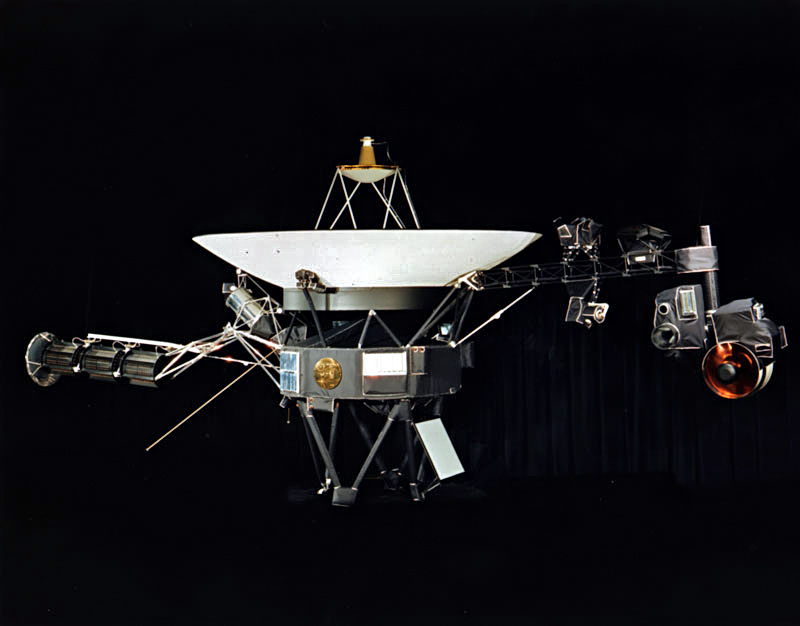
КА «Вояджер-1», 1 сентября 1979
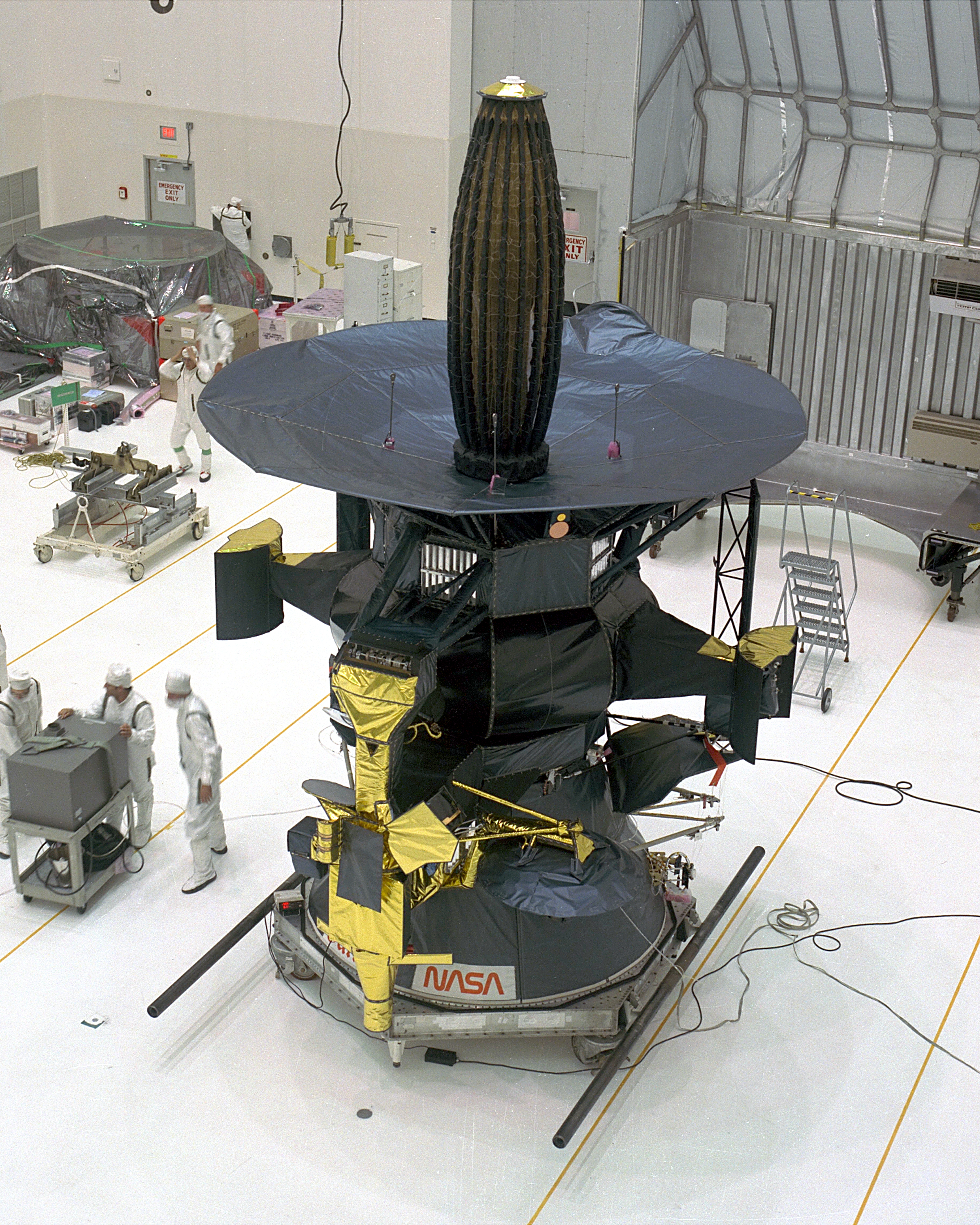
КА «Галилео», 3 августа 1989
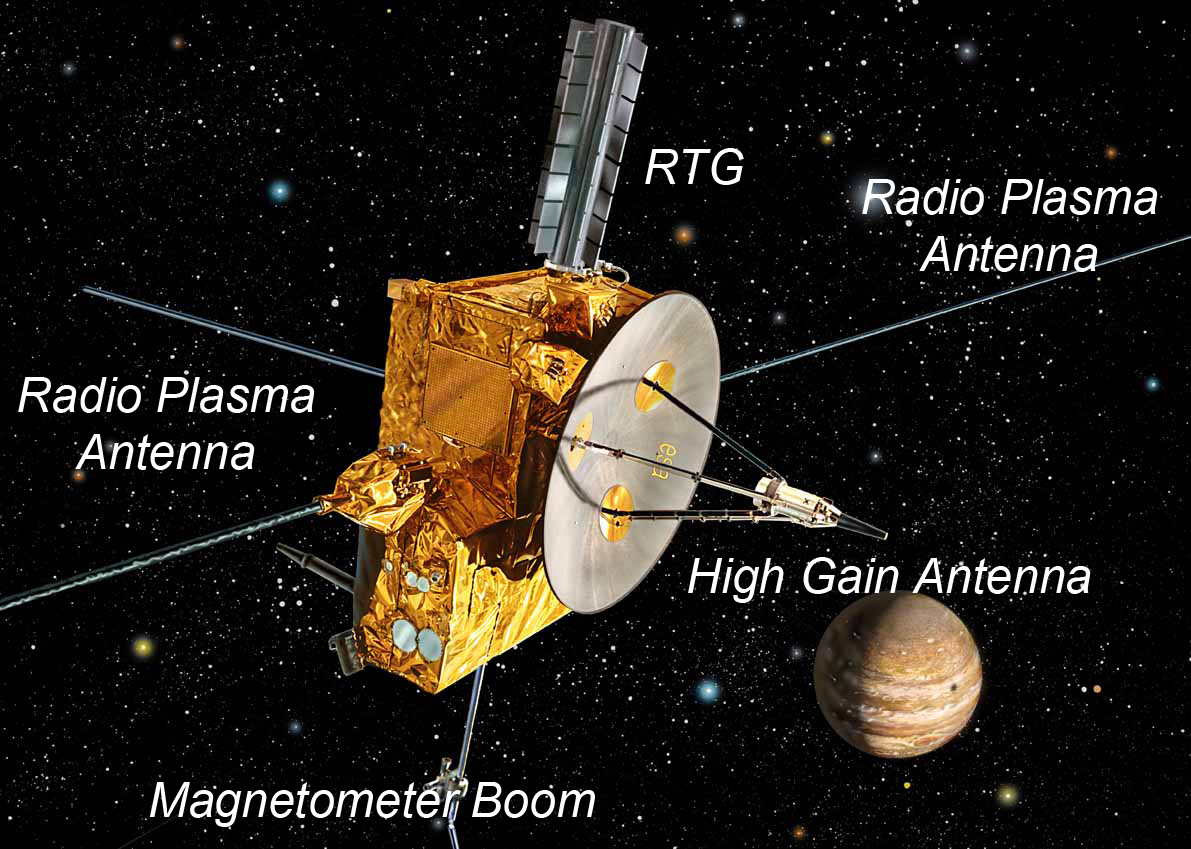
КА «Улисс», запуск — 6 октября 1990
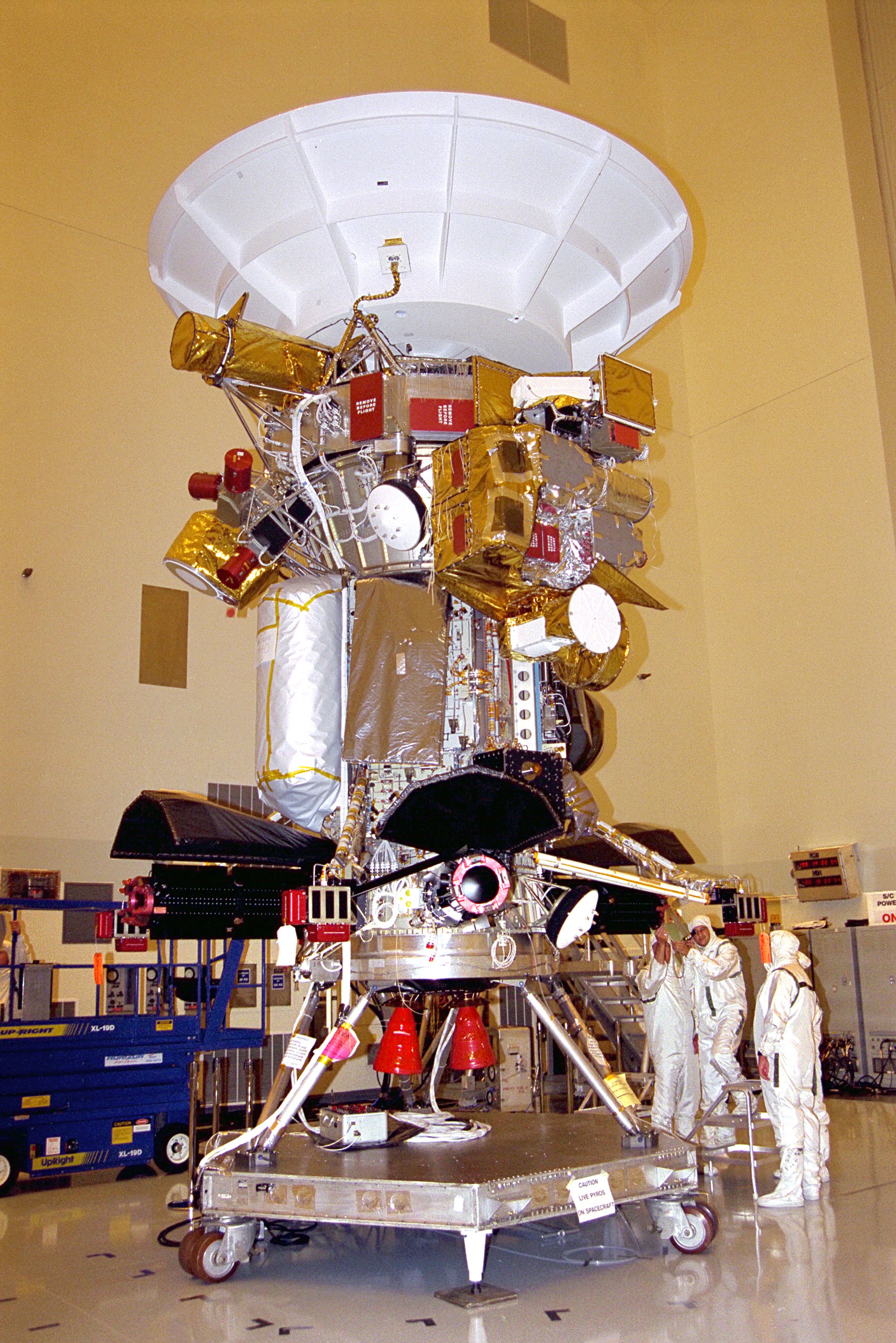
КА «Кассини», 18 декабря 1997
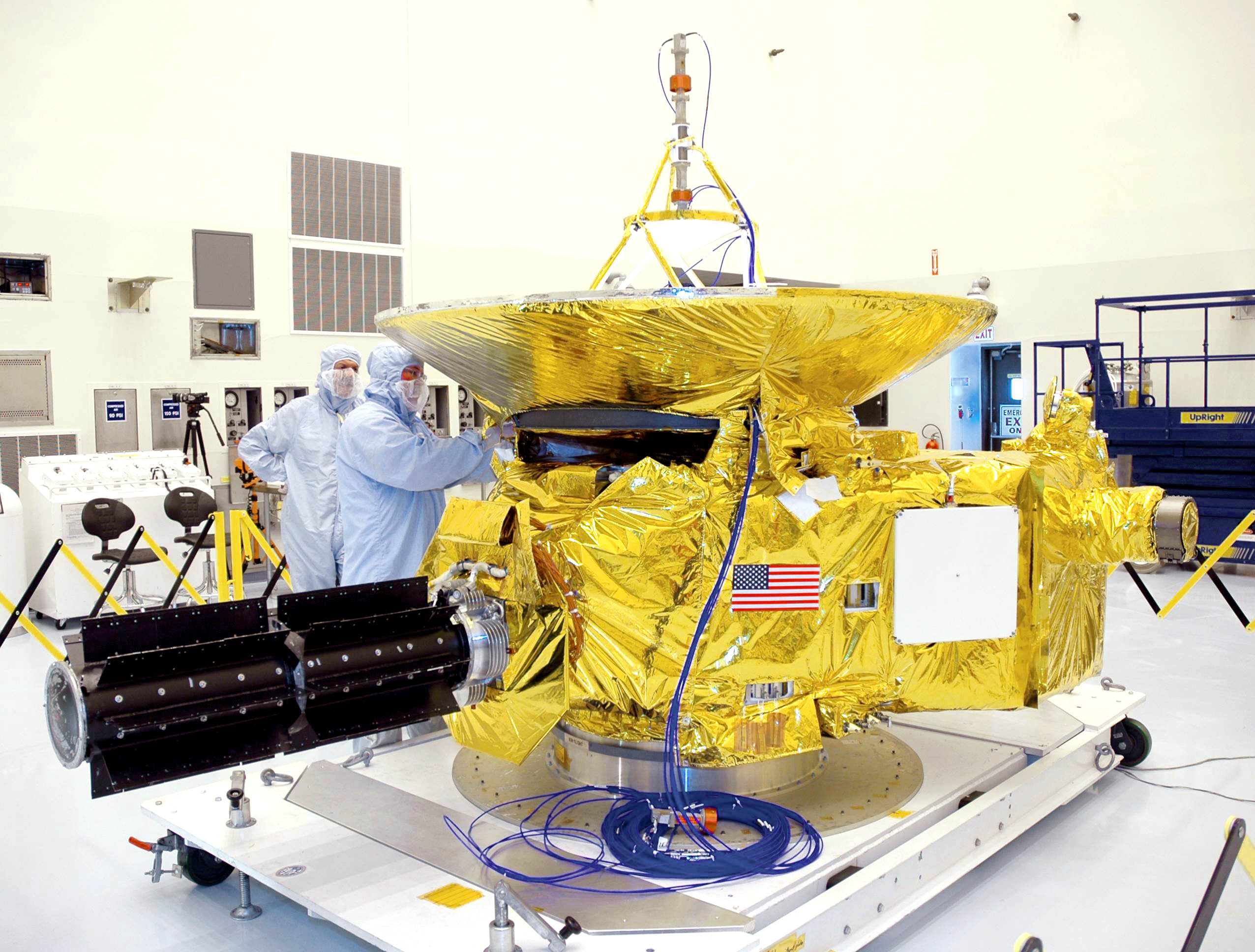
КА «Новые горизонты», 4 ноября 2005

Юпитер изучался исключительно аппаратами НАСА США. В конце 1980-х — начале 1990-х годов был разработан проект советской АМС «Циолковский» для исследования Солнца и Юпитера, планировавшийся к запуску в 1990-х годах, но нереализованный ввиду распада СССР.
В 1973 и 1974 годах мимо Юпитера прошли «Пионер-10» и «Пионер-11» на расстоянии (от облаков) 132 тыс. км и 43 тыс. км соответственно. Аппараты передали несколько сотен снимков (невысокого разрешения) планеты и галилеевых спутников, впервые измерили основные параметры магнитного поля и магнитосферы Юпитера, были уточнены масса и размеры спутника Юпитера — Ио. Также именно во время пролёта мимо Юпитера аппарата «Пионер-10» с помощью аппаратуры, установленной на нём, удалось обнаружить, что количество энергии, излучаемой Юпитером в космическое пространство, превосходит количество энергии, получаемой им от Солнца.

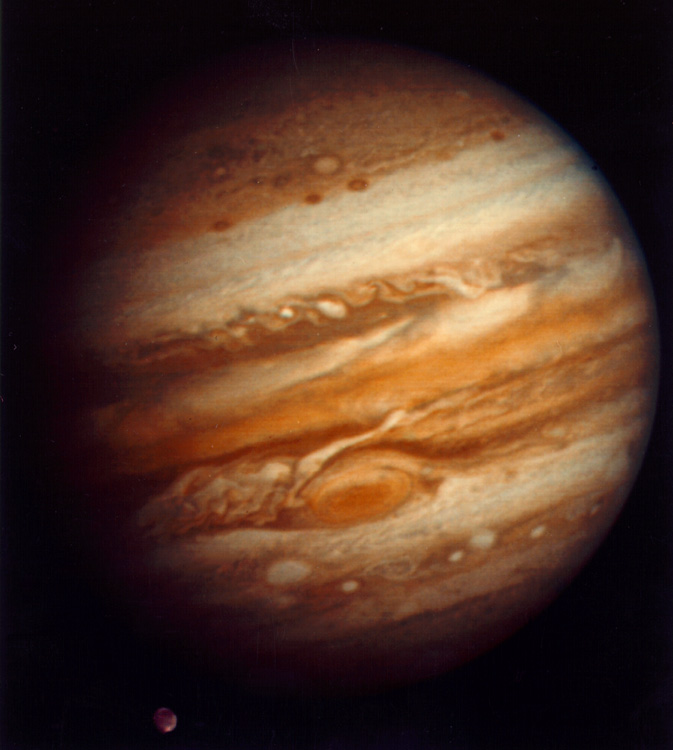
Фотография Юпитера, выполненная «Вояджером-1» 24 января 1979 года с расстояния 40 млн км

В 1979 году около Юпитера пролетели «Вояджеры» (на расстоянии 207 тыс. км и 570 тыс. км). Впервые были получены снимки высокого разрешения планеты и её спутников (всего было передано около 33 тыс. фотографий), были обнаружены кольца Юпитера; аппараты также передали большое количество других ценных данных, включая сведения о химическом составе атмосферы, данные по магнитосфере и т. д.; также были получены («Вояджером-1») данные о температуре верхних слоёв атмосферы.
В 1992 году мимо планеты прошёл «Улисс» на расстоянии 900 тыс. км. Аппарат провёл измерения магнитосферы Юпитера («Улисс» предназначен для изучения Солнца и не имеет фотокамер).

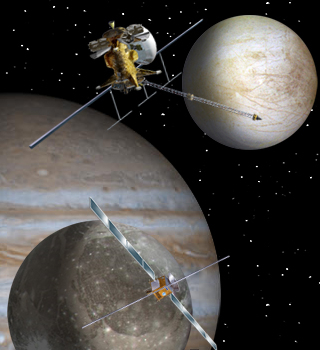
Europa Jupiter System Mission в окрестностях Юпитера в представлении художника (запланирован в течение 2020-х годов)

С 1995 по 2003 год на орбите Юпитера находился «Галилео». С помощью этой миссии было получено множество новых данных. В частности, спускаемый аппарат впервые изучил атмосферу газовой планеты изнутри. Множество снимков с высоким разрешением и данные других измерений позволили подробно изучить динамику атмосферных процессов Юпитера, а также сделать новые открытия, касающиеся его спутников. В 1994 году с помощью «Галилео» учёные смогли наблюдать падение на Юпитер осколков кометы Шумейкеров — Леви 9. Хотя главная антенна «Галилео» не раскрылась (вследствие чего поток данных составил лишь 1 % от потенциально возможного), тем не менее, все основные цели миссии были достигнуты.
В 2000 году мимо Юпитера пролетел «Кассини». Он сделал ряд фотографий планеты с рекордным (для масштабных снимков) разрешением и получил новые данные о плазменном торе Ио. По снимкам «Кассини» были составлены самые подробные на сегодняшний день цветные «карты» Юпитера, на которых размер самых мелких деталей составляет 120 км. При этом были обнаружены некоторые непонятные явления, как, например, загадочное тёмное пятно в северных приполярных районах Юпитера, видимое только в ультрафиолетовом свете. Также было обнаружено огромное облако газа вулканического происхождения, протянувшееся от Ио в открытый космос на расстояние порядка 1 а.е. (150 млн км). Кроме того, был поставлен уникальный эксперимент по измерению магнитного поля планеты одновременно с двух точек («Кассини» и «Галилео»).
| Зонд            | Дата подлёта    | Расстояние     |
| --------------- | --------------- | -------------- |
| Пионер-10       | 3 декабря 1973  | 130 000 км     |
| Пионер-11       | 4 декабря 1974  | 34 000 км      |
| Вояджер-1       | 5 марта 1979    | 349 000 км     |
| Вояджер-2       | 9 июля 1979     | 570 000 км     |
| Улисс           | 8 февраля 1992  | 409 000 км     |
| Улисс           | 4 февраля 2004  | 120 000 000 км |
| Кассини         | 30 декабря 2000 | 10 000 000 км  |
| Новые горизонты | 28 февраля 2007 | 2 304 535 км   |

28 февраля 2007 года по пути к Плутону в окрестностях Юпитера совершил гравитационный манёвр аппарат «Новые горизонты». Проведена съёмка планеты и спутников, данные в объёме 33 гигабайт переданы на Землю, получены новые сведения.
5 августа 2011 года был запущен аппарат «Юнона», который вышел на полярную орбиту Юпитера в июле 2016 года и должен провести детальные исследования планеты. Такая орбита — не вдоль экватора планеты, а от полюса к полюсу — позволит, как предполагают учёные, лучше изучить природу полярных сияний на Юпитере.

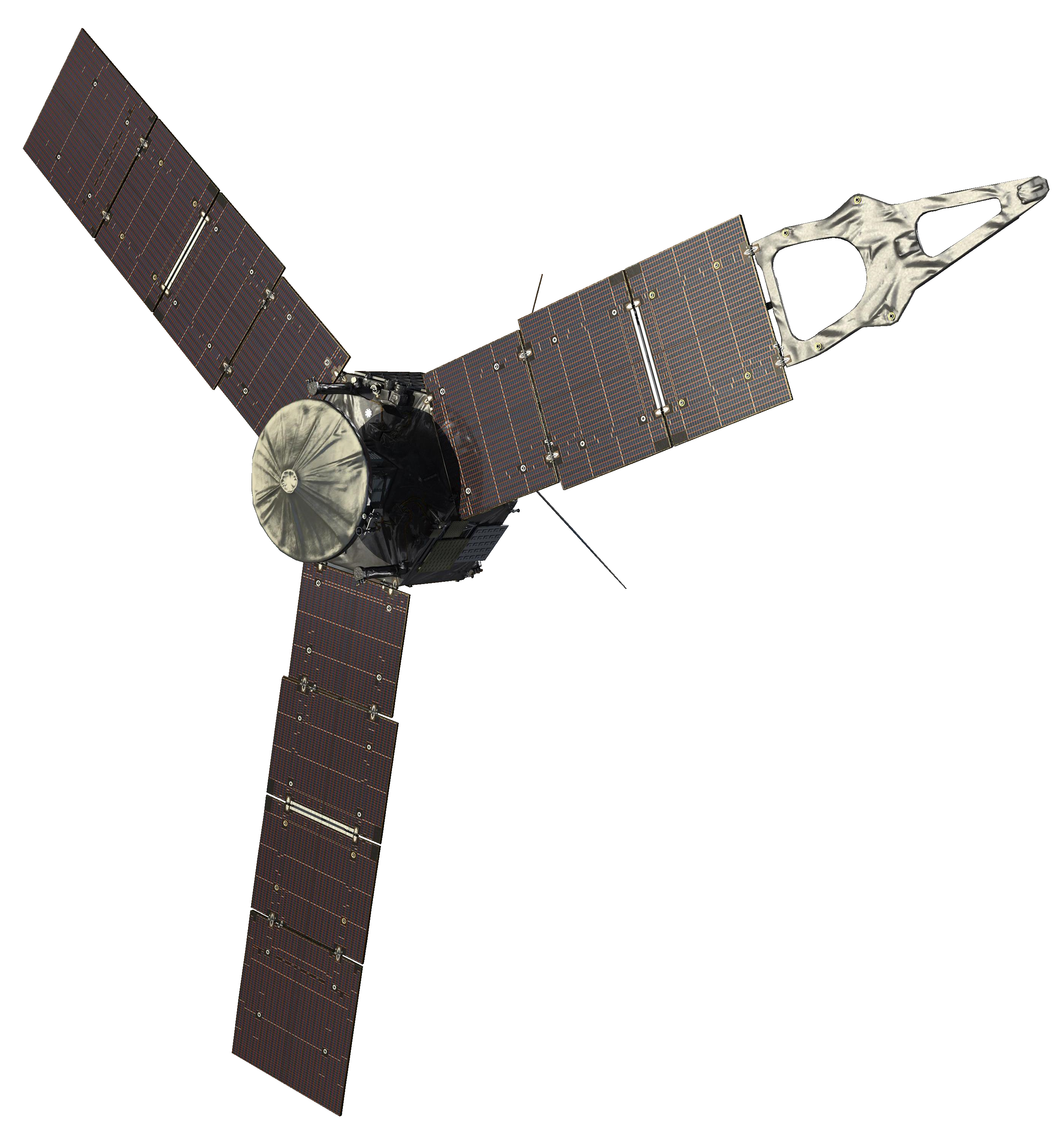
Космический аппарат «Юнона»

Из-за наличия возможных подземных жидких океанов на спутниках планеты — Европа, Ганимед и Каллисто — наблюдается большой интерес к изучению именно этого явления. Однако финансовые проблемы и технические трудности привели к отмене в начале XXI века первых проектов их исследования — американских Europa Orbiter (с высадкой на Европу аппаратов криобота для работы на ледяной поверхности и гидробота для запуска в подповерхностном океане) и Jupiter Icy Moons Orbiter, а также европейского Jovian Europa Orbiter.
На 2020-е годы планируется осуществление силами НАСА и ЕКА межпланетной миссии по изучению галилеевых спутников Europa Jupiter System Mission (EJSM). В феврале 2009 года ЕКА объявило о приоритете проекта по исследованию Юпитера перед другим проектом — по исследованию спутника Сатурна — Титана (Titan Saturn System Mission). Однако миссия EJSM не отменена. В её рамках NASA планирует построить аппарат, который предназначен для исследований планеты-гиганта и её спутников Европы и Ио — Jupiter Europa Orbiter. ЕКА собирается отправить к Юпитеру другую станцию для исследования его спутников Ганимеда и Каллисто — Jupiter Ganymede Orbiter. Запуск обоих космических роботов планировался на 2020 год, с достижением Юпитера в 2026 году и работой на три года. Оба аппарата будут запущены в рамках проекта Europa Jupiter System Mission. Кроме того, в миссии EJSM возможно участие Японии с аппаратом Jupiter Magnetospheric Orbiter (JMO) для исследований магнитосферы Юпитера. Также в рамках миссии EJSM Россия и ЕКА планируют ещё один аппарат (Лаплас - Европа П) для посадки на Европу.
В мае 2012 года было объявлено, что ЕКА будет проводить комплексную европейско-российскую миссию JUICE (JUpiter ICy moons Explorer) по изучению Юпитера и его спутников с предполагаемым океаном под поверхностью (Ганимеда, Каллисто, Европы) c запуском в 2022 году и прибытием в систему Юпитера в 2030 году, в ходе которой российский аппарат совершит посадку на Ганимед. Участие России предполагалось лишь при условии того, что она успеет подготовить свой спускаемый аппарат по изучению Ганимеда к 2022 году. Однако спускаемый аппарат так и не был построен, уже к 2017 году российская часть проекта была свёрнута из-за отсутствия финансирования и технических проблем.
14 апреля 2023 года состоялся запуск межпланетной станции JUICE (JUpiter ICy moons Explorer).
В октябре 2024 года НАСА отправило к Европе станцию Europa Clipper. Планируется, что станция достигнет спутника Юпитера к 2030 году, совершит несколько десятков витков вокруг него, сканируя поверхность, и затем направится к Ганимеду.

### Орбитальные телескопы
С помощью телескопа «Хаббл», в частности, были получены первые снимки полярных сияний в ультрафиолетовом диапазоне на Юпитере, сделаны фотографии столкновения с планетой обломков кометы Шумейкеров — Леви 9 (также см. выше), осуществлены наблюдения за юпитерианскими вихрями, проведён ряд других исследований.

## Любительские наблюдения
Юпитер называют «планетой для любителей», поскольку даже в небольшой телескоп на нём можно различить довольно много деталей. Так, при наблюдении в 80-миллиметровый телескоп (при благоприятных атмосферных условиях) можно различить ряд деталей: полосы с неровными границами, вытянутые в широтном направлении, тёмные и светлые пятна. Телескоп с апертурой от 150 мм покажет Большое красное пятно и подробности в поясах Юпитера. Малое красное пятно можно заметить в телескоп от 250 мм с ПЗС-камерой. Один полный оборот планета совершает за период от 9 ч 50 мин (на экваторе планеты) до 9 ч 55,5 мин (на полюсах). Это вращение позволяет наблюдателю увидеть всю планету за одну ночь.
При визуальном наблюдении в телескоп нельзя рассчитывать на то, что Юпитер будет виден так же хорошо и чётко, как на фотографии ниже. Подобные фотографии получаются компьютерной обработкой большого числа снимков. Относительно легко астроном-любитель может наблюдать следующие особенности Юпитера:
- эллиптическая форма: из-за высокой скорости вращения экваториальный диаметр Юпитера на 9 % больше полярного;
- тёмные пояса и светлые зоны: в небольшой телескоп можно различить Северный и Южный экваториальные пояса;
- затемнение у лимба, которое может иметь разную интенсивность у разных краёв диска планеты (в зависимости от взаимного расположения Солнца, Земли и Юпитера) и вызвано разницей в расстоянии, которое свет Солнца проходит в атмосфере Юпитера, прежде чем он отражается к Земле.

Сложнее наблюдать неровные края экваториальных поясов, Большое красное пятно и вращение Юпитера. Наиболее трудными для наблюдения являются следующие особенности:
- «Полость красного пятна» — «ниша», образуемая пятном в Южном экваториальном поясе;
- белые овалы в Южном умеренном поясе Юпитера;
- овал BA, «малое красное пятно», образовавшийся после слияния трёх белых овалов в Южном умеренном поясе;
- голубые вкрапления на краях тёмных экваториальных поясов, представляющие собой прорехи между облаками;
- «фестоны», отходящие от голубых вкраплений в экваториальную зону;
- экваториальная полоса;
- красные овалы;
- баржи — узкие и тёмные линейные образования;
- белые выбросы — точки или полосы, состоящие из высоких недавно образовавшихся облаков.

Также астрономы-любители могут наблюдать галилеевы спутники Юпитера, а также их тени при их прохождении перед диском планеты. Сами спутники в момент прохождения наблюдать сложно из-за их низкого контраста с поверхностью Юпитера. Наиболее лёгким для наблюдения в таком положении является самый тёмный спутник — Каллисто.

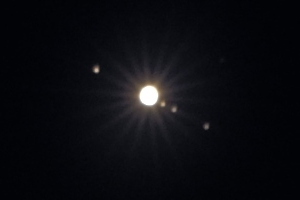
Наблюдение Юпитера и галилеевых спутников в бинокль, 22 июня 2009
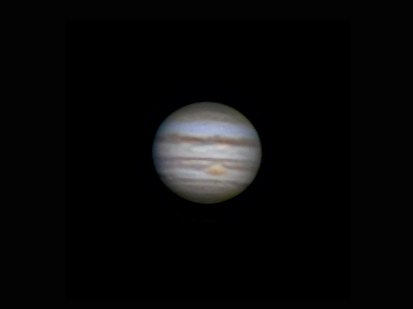
Любительская фотография Юпитера, 14 марта 2004
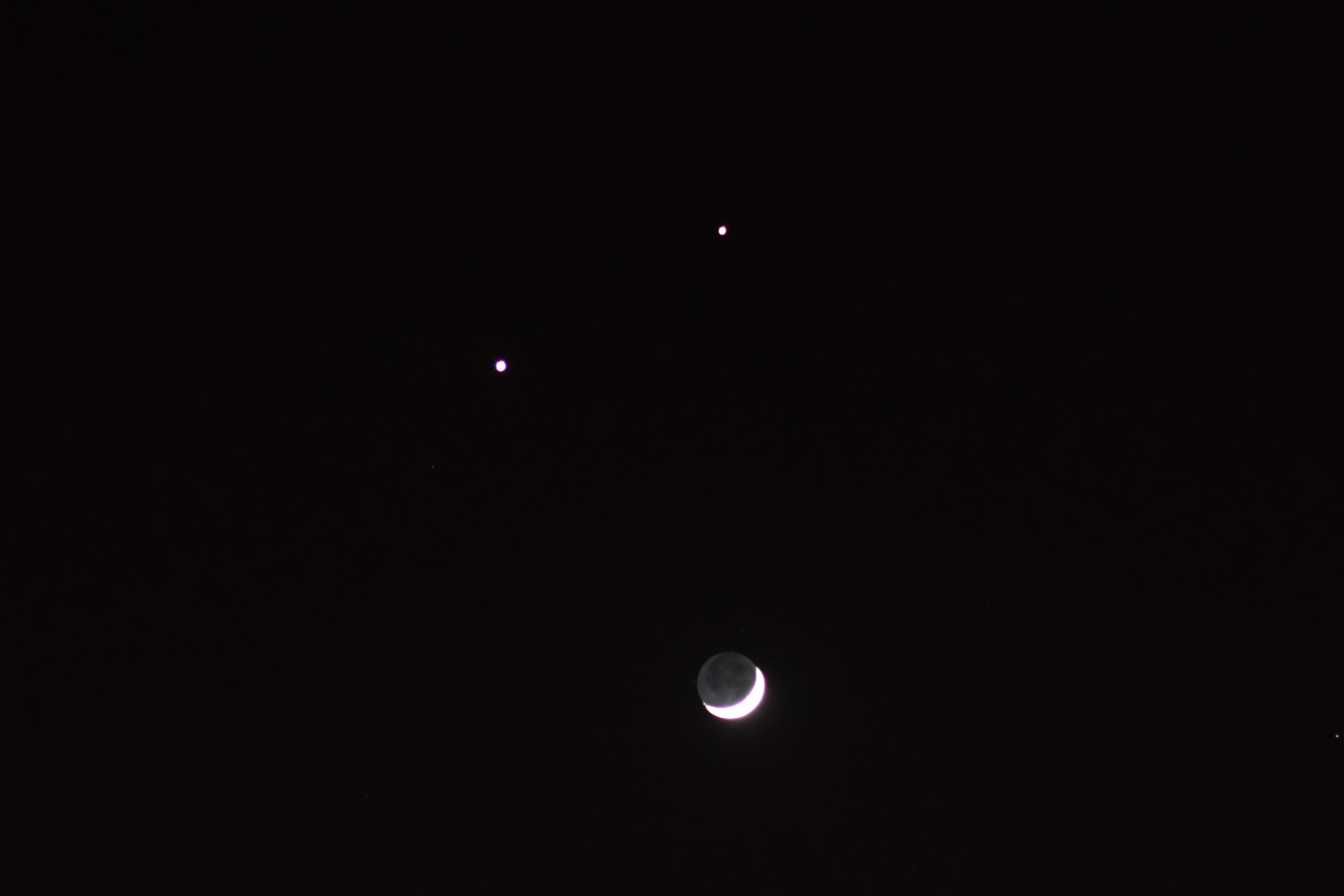
Луна, Венера и Юпитер (слева вверху). 1 декабря 2008, Гуанчжоу, Китай

## В культуре
Как яркое небесное тело, Юпитер привлекал внимание наблюдателей с древности и, соответственно, становился объектом поклонения. Например, с ним связан культ семитского божества Гада, индийский религиозный праздник Кумбха-мела, китайское божество Тай-Суй (см. также Три звёздных старца). Своё современное название планета несёт со времён Древнего Рима, жители которого так называли своего верховного бога.
Юпитер играет одну из ключевых ролей в астрологии, символизируя собой мощь, процветание, удачу. Символ — ♃ (U+2643 в Юникоде). Согласно представлениям астрологов, Юпитер является царём планет. В китайской философии, в рамках учения о пяти стихиях, планета именуется «древесной звездой». Древние тюрки и монголы полагали, что эта планета способна влиять на природные и общественные процессы.
Планета также широко присутствует в целом ряде современных художественных произведений, книг, фильмов, компьютерных игр, комиксов и др.